# 15. Mai
Der 15. Mai ist der 135. Tag des gregorianischen Kalenders (der 136. in Schaltjahren), somit verbleiben 230 Tage bis zum Jahresende.

## Ereignisse

### Politik und Weltgeschehen

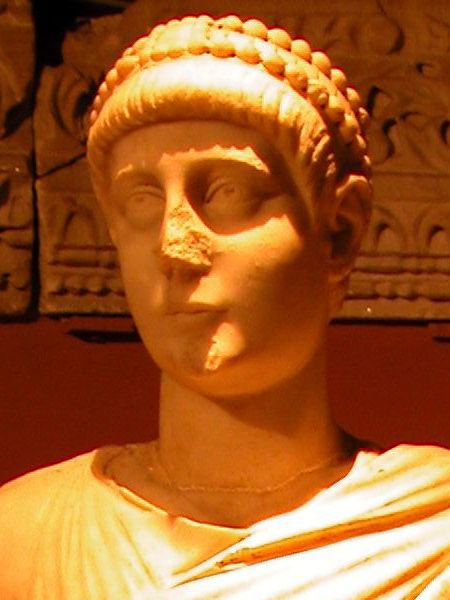
392: Valentinian II.

- 0392: Der römische Kaiser Valentinian II. wird in seinem Palast erhängt aufgefunden. Ob er auf Veranlassung des fränkischen Heermeisters Arbogast ermordet worden ist, oder wegen seiner faktischen Machtlosigkeit Suizid begangen hat, ist bis heute nicht geklärt.
- 0756: Abd ar-Rahman I. setzt sich in einer Schlacht am Guadalquivir beim Feldzug gegen seinen Kontrahenten Yusuf ibn Abd ar-Rahman al-Fihri, den Statthalter von Al-Andalus in Spanien, durch. Er errichtet bald nach dem Erfolg das Emirat von Córdoba, das Exilreich der Umayyaden.

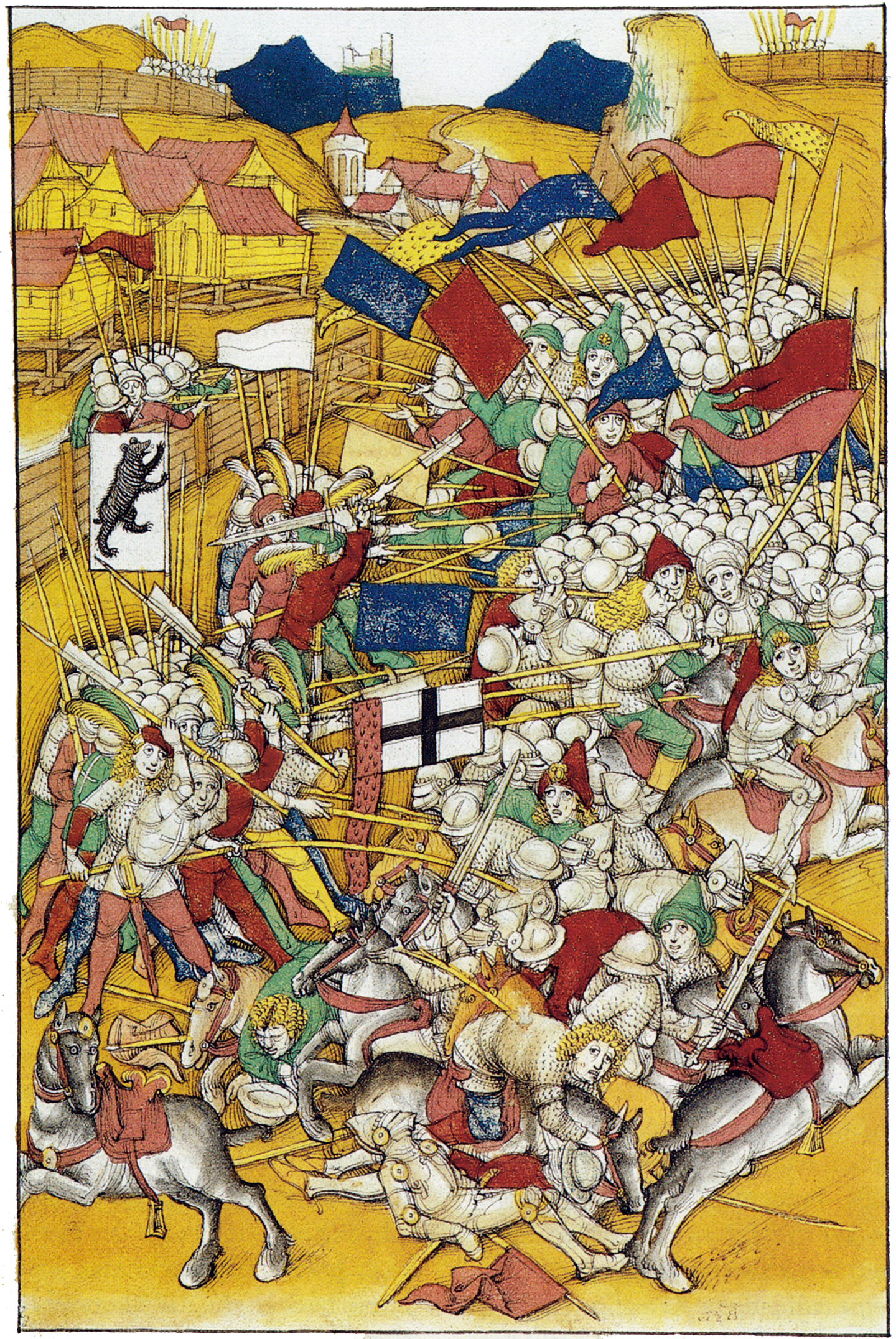
1403: Schlacht bei Vögelinsegg

- 1403: In der ersten Schlacht der Appenzellerkriege, der Schlacht bei Vögelinsegg, besiegen die Appenzeller die Truppen der Fürstabtei St. Gallen von Abt Kuno von Stoffeln, dem sie die Abgabenpflicht verweigern.
- 1423: Truppen der schwäbischen Reichsstädte und von Henriette von Württemberg erobern nach mehrmonatiger Belagerung die Burg Hohenzollern und zerstören sie vollständig. Sie vollziehen damit die Reichsacht über den zahlungsunfähigen Zollerngrafen Friedrich XII.
- 1464: In der Schlacht von Hexham setzt sich das regierende Haus York mit seiner Streitmacht gegen jene des Hauses Lancaster durch und bewirkt damit im Norden Englands ein Erlahmen des Widerstandes der Rebellen im Rosenkrieg.
- 1525: Thomas Müntzer, ein evangelischer Theologe und eine der Leitfiguren im Deutschen Bauernkrieg, wird nach der Schlacht bei Frankenhausen, die in einer völligen Niederlage der von Müntzer zusammengerufenen Bauernhaufen endet, gefangen genommen und am 27. Mai in Mühlhausen enthauptet.

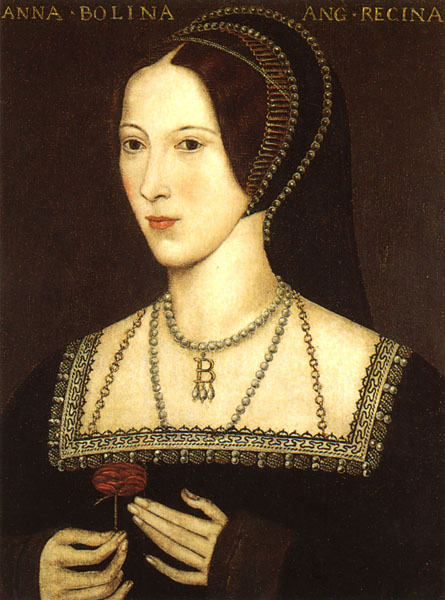
1536: Anne Boleyn

- 1536: Anne Boleyn, zweite Frau des englischen Königs Heinrich VIII., wird gemeinsam mit ihrem Bruder George wegen Hochverrats und Inzests zum Tode verurteilt.

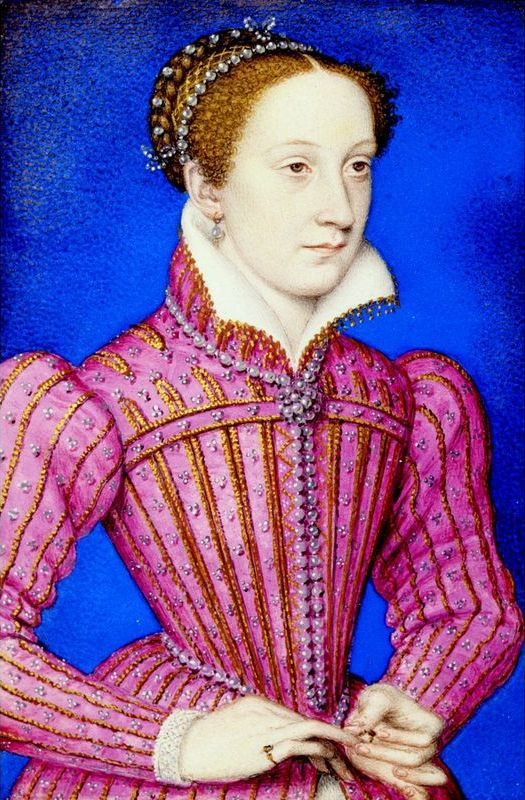
1567: Maria Stuart

- 1567: Schottlands Königin Maria Stuart heiratet nach der Ermordung ihres Ehemannes Henry Stuart, Lord Darnley, den kurz zuvor geschiedenen James Hepburn, 4. Earl of Bothwell und löst damit einen Meinungsumschwung zu ihren Ungunsten beim Adel aus.
- 1602: Eine englische Expedition unter Bartholomew Gosnold sichtet erstmals die Halbinsel Cape Cod vor dem heutigen Massachusetts und gibt ihr unter dem Eindruck der riesigen Kabeljauschwärme vor der Küste diesen Namen.
- 1625: Der bayerische Statthalter im Land ob der Enns, Adam von Herberstorff, lässt bei Frankenburg 36 mutmaßliche Rädelsführer eines vor ein paar Tagen ausgebrochenen Aufstandes in Paaren um ihr Leben würfeln und die Unterlegenen sofort hinrichten. Das „Frankenburger Würfelspiel“ ist der Auftakt zum Oberösterreichischen Bauernkrieg im folgenden Jahr.

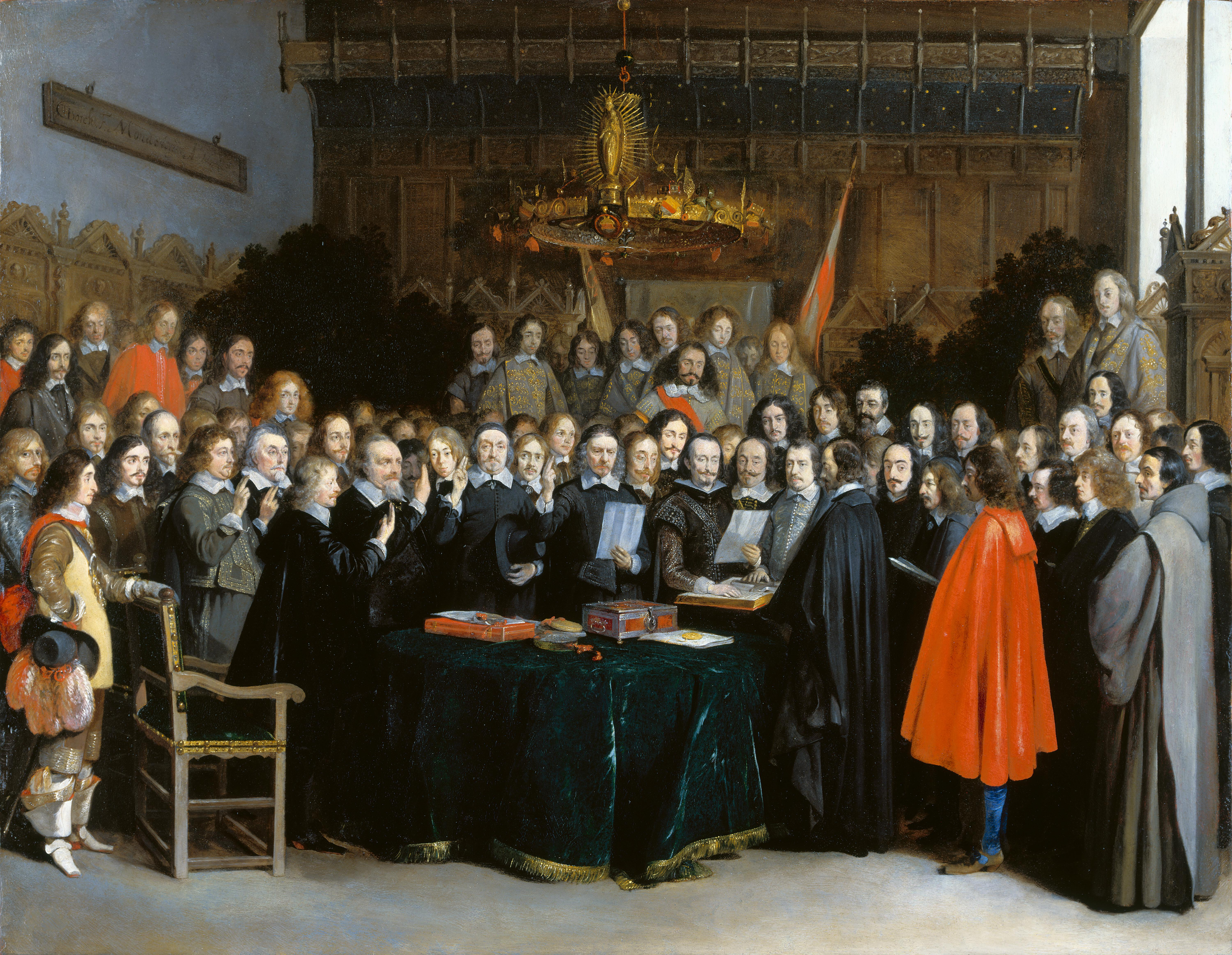
1648: Der Friede von Münster

- 1648: Die feierliche Beschwörung des Friedens von Münster als Teil des Westfälischen Friedens beendet den Achtzigjährigen Krieg und besiegelt die Unabhängigkeit der Niederlande.
- 1768: Durch den Vertrag von Versailles wechselt die seit 1284 zur Republik Genua gehörende Insel Korsika in die Suzeränität Frankreichs.
- 1796: Im Vertrag von Paris akzeptiert das Haus Savoyen die Annexion des Herzogtums Savoyen und der Grafschaft Nizza durch Frankreich während Napoleons Italienfeldzug. Das Herzogtum Savoyen scheidet aus dem ersten Koalitionskrieg aus.
- 1800: Im Londoner Theatre Royal Drury Lane verübt James Hadfield ein Attentat mit einer Pistole auf den britischen König Georg III. Der Herrscher bleibt unverletzt, der Attentäter wird festgenommen.
- 1820: In Wien enden die Beratungen zu den Grundlagen des Deutschen Bundes, die in der Wiener Schlussakte zusammengefasst sind. Diese tritt am 8. Juni in Kraft.
- 1851: Mongkut (Rama IV.), der während der Regentschaft seines Vorgängers als Wandermönch und Abt des von ihm gegründeten Thammayut-Ordens gelebt hatte, wird unter dem Namen Phrabaht Somdet Phra Chom Klao Chaoyuhua feierlich zum König von Siam gekrönt.

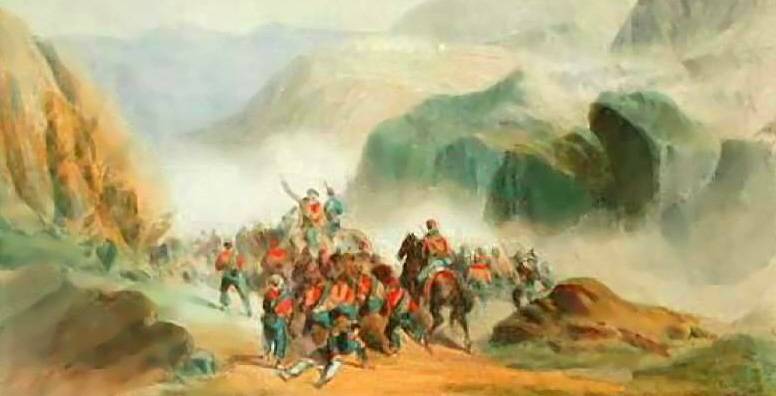
1860: Schlacht von Calatafimi

- 1860: In der Schlacht von Calatafimi siegen Giuseppe Garibaldis „Rothemden“ während des Zuges der Tausend über die Armee des Königreichs Neapel. Das Gefecht bei Calatafimi Segesta in Sizilien hat eine entscheidende Bedeutung für die Vereinigung Italiens.

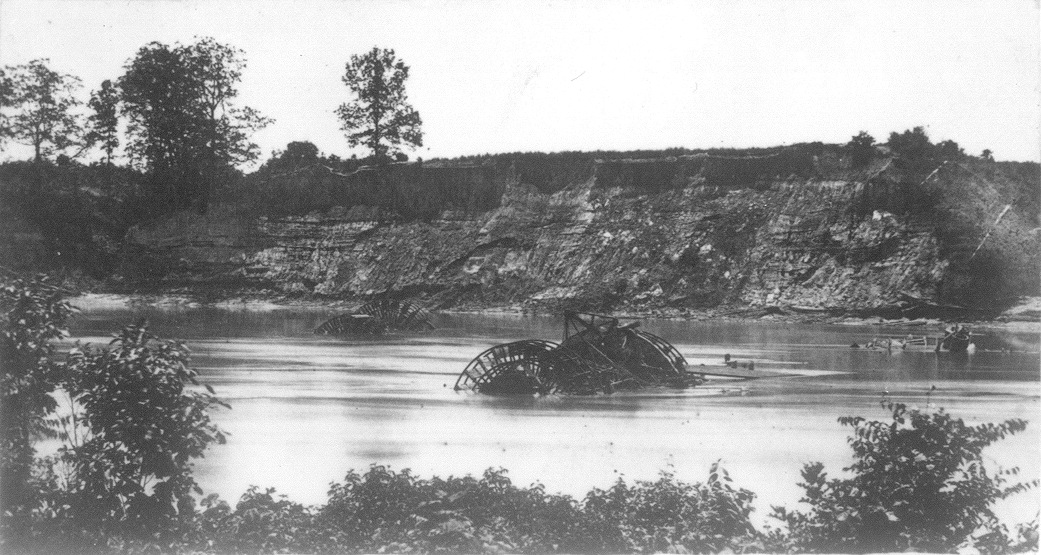
1862: Drewrys Bluff

- 1862: Im ersten Gefecht an Drewrys Bluff vertreiben konföderierte Einheiten während des Halbinsel-Feldzugs im Amerikanischen Bürgerkrieg die beiden ersten Panzerschiffe der Union Monitor und Galena vom James River.
- 1864: Während des Amerikanischen Bürgerkrieges kommt es zur Schlacht bei New Market, in der eine durch Kadetten des Virginia Military Institute (VMI) verstärkte Südstaaten-Truppe unter dem ehemaligen US-Vizepräsidenten John C. Breckinridge den Vorstoß der Nordstaatler unter ihrem deutschen General Franz Sigel abwehrt.
- 1871: Das Reichsstrafgesetzbuch des Deutschen Kaiserreichs wird nach einigen redaktionellen Änderungen neu verkündet. Es tritt am 1. Januar 1872 in Kraft. Das deutsche Strafgesetzbuch basiert noch heute auf den Grundsätzen dieses Gesetzbuches.
- 1882: Die Maigesetze im Kaiserreich Russland schränken die Freizügigkeit der Juden im Land ein. So wird ihnen unter anderem verboten, sich außerhalb von Städten niederzulassen oder an Sonn- und Feiertagen Handel auszuüben.
- 1886: Die Kolonialmächte Portugal und Frankreich regeln vertraglich den Grenzverlauf zwischen Portugiesisch-Guinea und Cabinda.
- 1905: In einer Freiluftauktion werden 44½ Hektar Land, parzelliert in 1200 Grundstücke, im US-Bundesstaat Nevada an Spekulanten und Investoren versteigert. Das gilt als die Geburtsstunde der Stadt Las Vegas.
- 1919: Griechische Truppen besetzen Smyrna, das heutige İzmir, womit die militärische Auseinandersetzung um Kleinasien mit der Türkei beginnt.
- 1920: In Kaunas tritt erstmals die Verfassungsgebende Versammlung des 1918 gegründeten Staates Litauen zusammen und bekräftigt die Wiederherstellung der Unabhängigkeit Litauens. Die Provisorische Gesetzgebende Versammlung löst sich gleichzeitig auf.

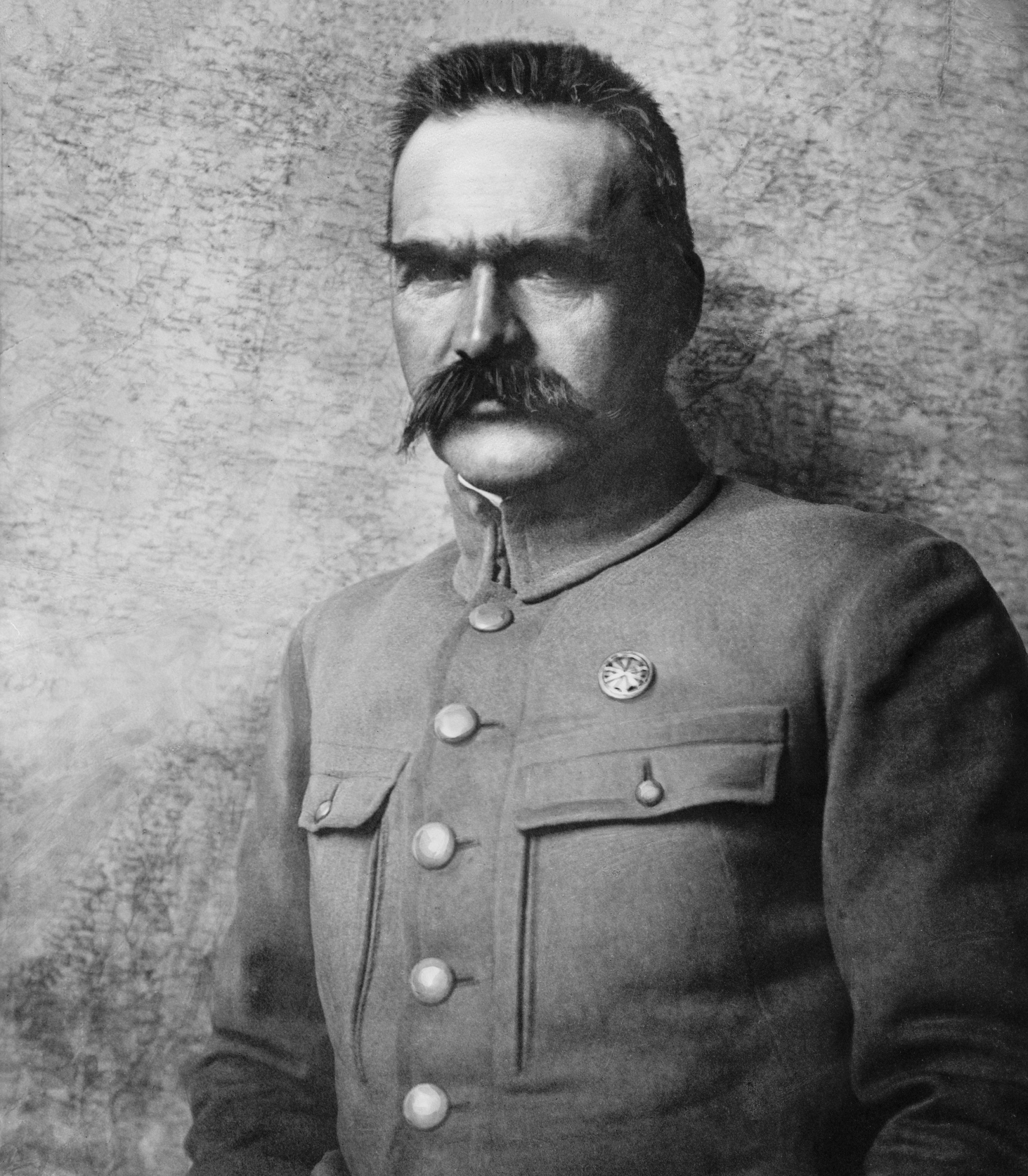
1926: Józef Piłsudski

- 1926: Der Maiputsch in Polen endet nach dreitägigen Kämpfen mit dem Sieg der Aufständischen unter Marschall Józef Piłsudski gegen Ministerpräsident Wincenty Witos und der Begründung des Sanacja-Regimes.
- 1932: Zwischenfall am 15. Mai: In Tokio wird Japans Ministerpräsident Inukai Tsuyoshi bei einer Revolte von elf jungen Marineoffizieren erschossen.

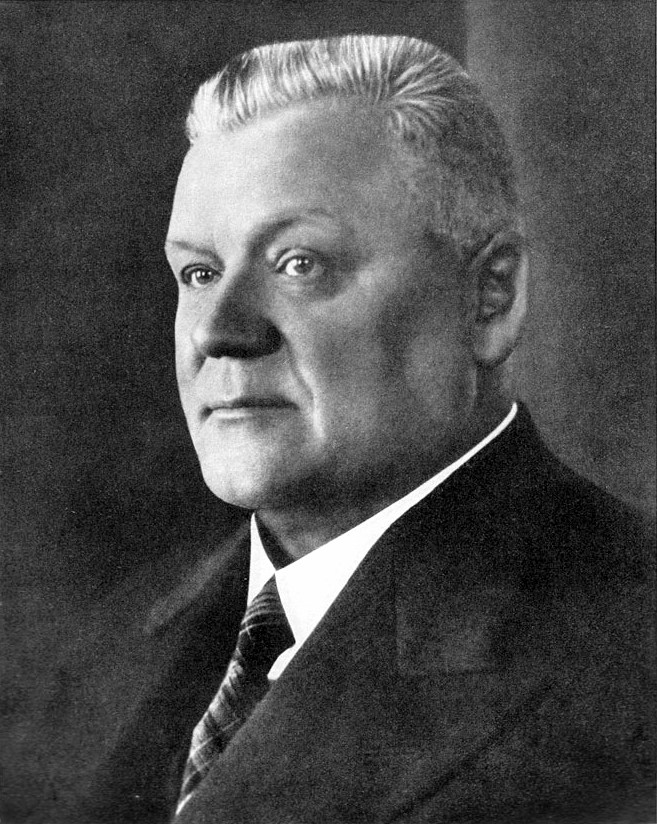
1934: Kārlis Ulmanis

- 1934: In einem Staatsstreich löst Lettlands Premierminister Kārlis Ulmanis das Parlament Saeima auf und errichtet ein weiteres autoritäres Regime in Europa.
- 1940: Morgens um 10:15 Uhr kapituliert die niederländische Armee vor der deutschen Wehrmacht. Ausgenommen sind die Verbände, die in der Provinz Zeeland ihren Widerstand fortsetzen.
- 1943: Auf Initiative Josef Stalins beschließt das Exekutivkomitee der Kommunistischen Internationale (Komintern) deren Auflösung zum 10. Juni, eine Entwicklung, die selbst für Komintern-Funktionäre völlig überraschend kommt.
- 1945: In Slowenien endet die zweitägige Schlacht von Prevalje, die letzte militärische Auseinandersetzung des Zweiten Weltkrieges auf europäischem Boden.
- 1946: Um separatistischen Bestrebungen in Sizilien den Wind aus den Segeln zu nehmen, unterzeichnet König Umberto II. ein Sonderstatut, mit dem die Insel zur Autonomen Region innerhalb Italiens wird.

1948: Krieg in Israel

- 1948: Das nach dem Scheitern des UN-Teilungsplans für Palästina am Vortag gegründete Israel wird von den USA, der Sowjetunion und den Vereinten Nationen anerkannt, während mit dem Angriff durch die Armeen Ägyptens, Transjordaniens, Syriens, Libanons und des Irak der Arabisch-Israelische Krieg beginnt.

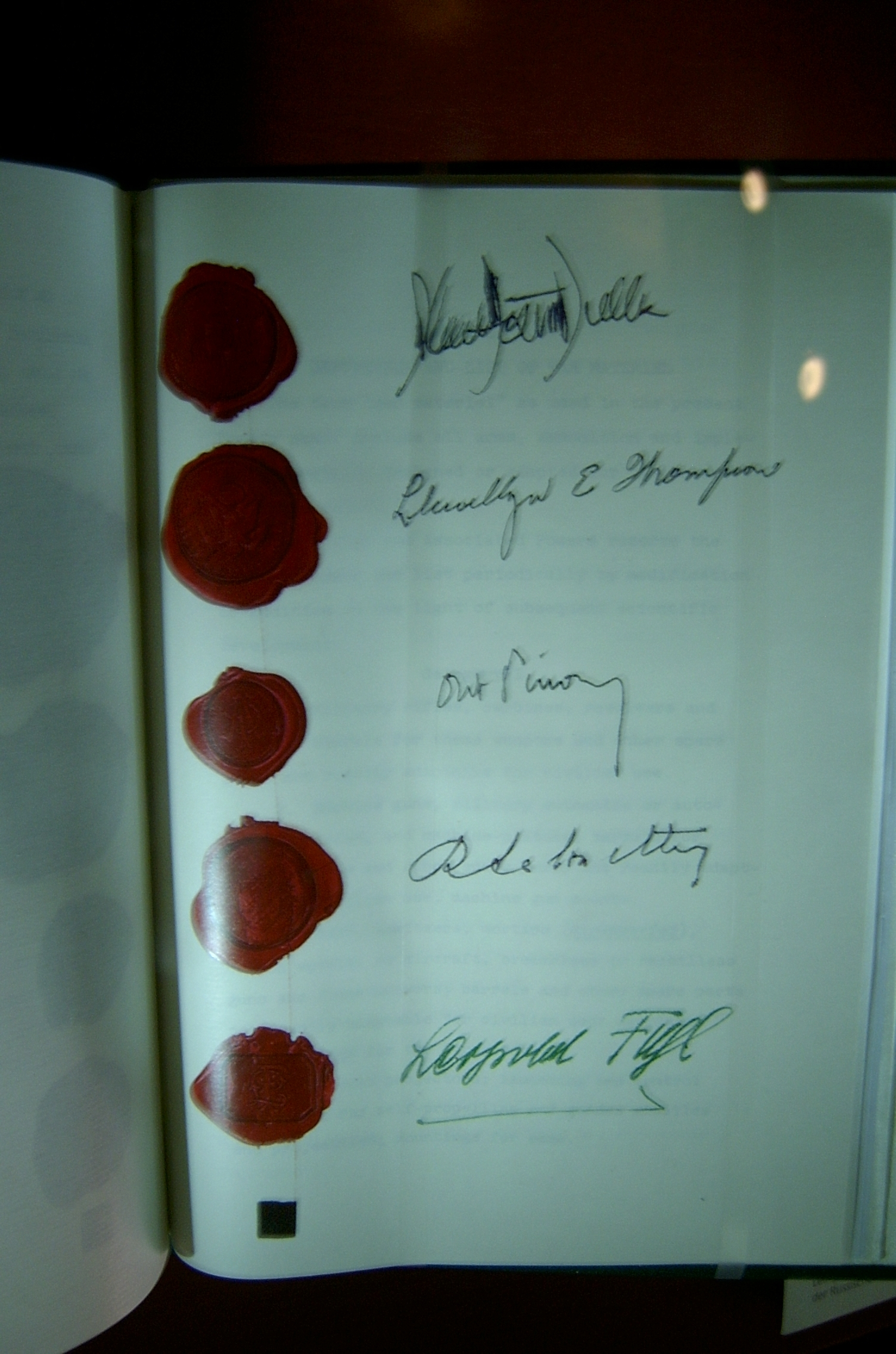
1955: Die Unterschriften des Staatsvertrags

- 1955: Mit Unterzeichnung des Österreichischen Staatsvertrages im Wiener Schloss Belvedere erhält Österreich seine Souveränität zurück und verpflichtet sich zur immerwährenden Neutralität.
- 1957: Vor den zum Kiribati-Atoll gehörenden Inseln Malden und Kiritimati zündet Großbritannien im Zuge der Operation Grapple erstmals eine Wasserstoffbombe.
- 1972: Die USA geben die Ryūkyū- und Daitō-Inseln (Präfektur Okinawa) nach fast 30-jähriger Besatzung an Japan zurück, unterhalten aber weiterhin 14 Militärbasen auf der Insel Okinawa die fast ein Fünftel der Fläche einnehmen.
- 1974: Im nordisraelischen Ort Ma’alot überfallen Mitglieder der Demokratischen Front zur Befreiung Palästinas eine Schule und nehmen die Anwesenden als Geiseln. Die Befreiungsaktion durch die Spezialeinheit Sajeret Matkal des Heeresnachrichtendienstes Aman scheitert, 21 Schulkinder werden getötet. Die neue Erscheinung des Selbstmordattentats führt in der Folge zu einer Überarbeitung bisheriger Taktiken in der Terrorismusbekämpfung und Verhandlungsführung bei Geiselnahmen.

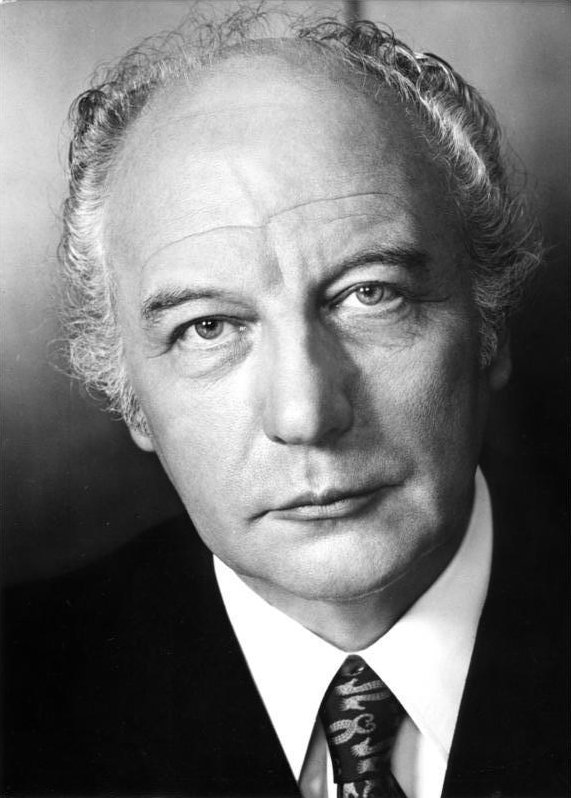
1974: Walter Scheel

- 1974: Bei der Bundespräsidentenwahl wird Walter Scheel von der FDP mit 530 Stimmen zum deutschen Bundespräsidenten gewählt. Sein Gegenkandidat Richard von Weizsäcker von der CDU erhält 498 Stimmen.

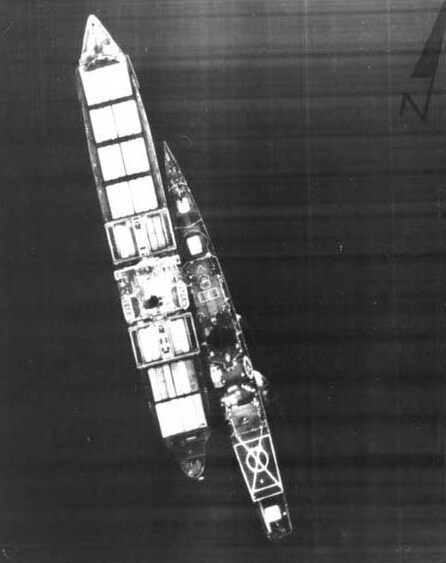
1975: US-Fregatte Harold E. Holt und die SS Mayaguez

- 1975: Drei Tage nach der Kaperung der SS Mayaguez im Golf von Thailand durch die Roten Khmer erobern Truppen des United States Marine Corps das US-Containerschiff zurück. Gleichzeitig fliegen sie Luftangriffe gegen Kambodscha.
- 1988: Die Rote Armee der Sowjetunion beginnt – dem Genfer Afghanistan-Abkommen entsprechend – mit dem Rückzug aus Afghanistan nach der Beendigung des Sowjetisch-afghanischen Krieges.
- 1991: In Frankreich ernennt Staatspräsident François Mitterrand mit Édith Cresson erstmals eine Frau zur Premierministerin. Sie wird weniger als 11 Monate im Amt bleiben.
- 1997: Der Deutsche Bundestag beschließt die rechtliche Gleichstellung ehelicher und außerehelicher Vergewaltigung, womit die Vergewaltigung in der Ehe nach § 177 StGB strafbar wird.

### Wirtschaft
- 1718: Der Londoner Anwalt James Puckle erhält ein Patent auf das von ihm erfundene Maschinengewehr, die sogenannte Puckle Gun.
- 1878: Die Tokioter Börse wird gegründet. Der Handel beginnt am 1. Juni. Die Börse in Tokio ist heute die einzige Börse Japans und die zweitgrößte der Welt.

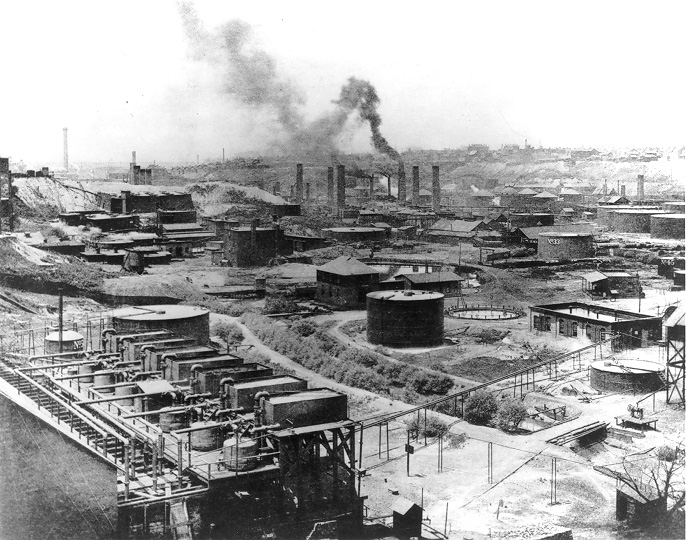
1911: Standard Oil Refinery

- 1911: Der Oberste Gerichtshof der Vereinigten Staaten befindet auf Antrag der Regierung Theodore Roosevelts, dass das Unternehmen Standard Oil von John D. Rockefeller gegen den Sherman Antitrust Act verstößt, und ordnet die Zerschlagung des Unternehmens an.
- 1914: Die große Kölner Werkbundausstellung wird eröffnet. Auf dem neu geschaffenen Messegelände gegenüber der Kölner Altstadt findet eine Leistungsschau über zeitgemäße Formgebung statt.
- 1925: In Berlin wird die Reichs-Rundfunk-Gesellschaft als Dachorganisation der regionalen Rundfunkgesellschaften gegründet. Sie besteht bis 1945.

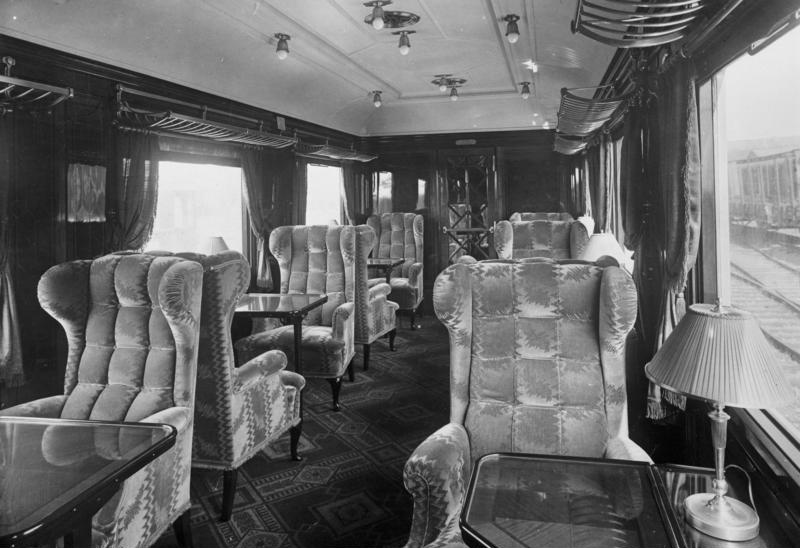
1928: Salon-Wagen I.-Klasse des Rheingold

- 1928: Auf der Strecke Hoek van Holland–Basel verkehrt erstmals der Luxuszug Rheingold entlang des Rheines.
- 1935: Der erste Streckenabschnitt der Moskauer Metro wird zwischen den Stationen Sokolniki und Park Kultury eröffnet. Rund 500 Industriebetriebe waren an dem Bau der U-Bahn beteiligt.
- 1940: Der US-amerikanische Chemiekonzern DuPont beginnt am so genannten N-Day in ausgewählten Geschäften in den ganzen USA mit dem Verkauf der von Forschungsleiter Wallace Hume Carothers entwickelten Nylonstrümpfe.
- 1940: Das erste McDonald’s-Restaurant wird von den Brüdern Richard und Maurice McDonald in San Bernardino, Kalifornien, eröffnet.
- 1997: Das taiwanische Telekommunikations-Unternehmen HTC Corporation wird gegründet.

### Wissenschaft und Technik
- 1355: Kaiser Karl IV. bestätigt den Universitätsstatus der am 8. September 1308 von Papst Clemens V. gegründeten Universität Perugia.

1618: Johannes Kepler

- 1618: Johannes Kepler entdeckt das dritte der nach ihm benannten Gesetze über die Planetenbewegung. Danach ist das Verhältnis der dritten Potenz der großen Halbachse der Bahnellipse eines Planeten, d, zum Quadrat seiner Umlaufzeit stets unveränderlich: d3⁄T2 ist für alle Planeten gleich.
- 1836: Der englische Astronom Francis Baily beobachtet von Roxburghshire aus erstmals das durch die Unebenheit der Mondoberfläche hervorgerufene Perlschnurphänomen bei einer Sonnenfinsternis. Kurz vor und nach der Totalität leuchtet die Sonne durch die Täler zwischen den Mondbergen hindurch, wodurch kurz vor und nach der totalen Phase „Lichtperlen“ sichtbar werden.
- 1890: Die mit Wasserkraft betriebenen Elektricitäts-Werke Reichenhall nehmen als erstes Wechselstrom-Kraftwerk in Deutschland den Betrieb auf.
- 1935: In der Zeitschrift Physical Review erscheint ein Artikel, in dem Albert Einstein, Boris Podolsky und Nathan Rosen mittels eines Gedankenexperiments („EPR-Paradoxon“) versuchen, die Unvollständigkeit der Quantenmechanik nachzuweisen.

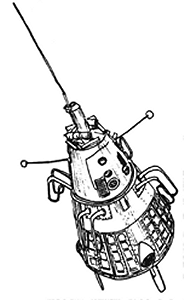
1958: Sputnik 3

- 1958: Die Sowjetunion schickt für wissenschaftliche Aufgaben Sputnik 3 in eine Erdumlaufbahn. Die Kapsel ist ein Ersatzsatellit, nachdem es zuvor am 3. Februar einen Fehlstart gegeben hat.
- 1960: Sputnik 4 wird als Prototyp für das Wostok-Raumschiff gestartet, mit dem erstmals Menschen ins All fliegen sollen.

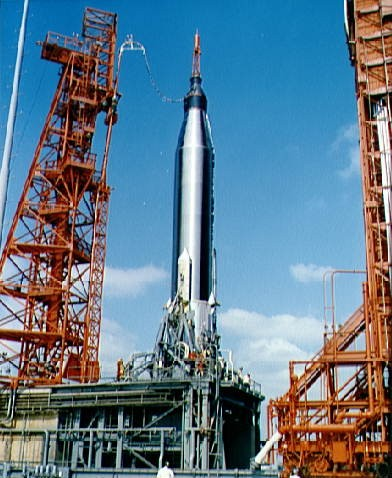
1963: Faith 7

- 1963: Der Start des Raumschiffes Faith 7 im Rahmen der Weltraummission Mercury-Atlas 9 mit dem Astronauten Gordon Cooper an Bord beendet das NASA-Mercury-Programm. Cooper „übernachtet“ als Erster in der Schwerelosigkeit.

### Kultur

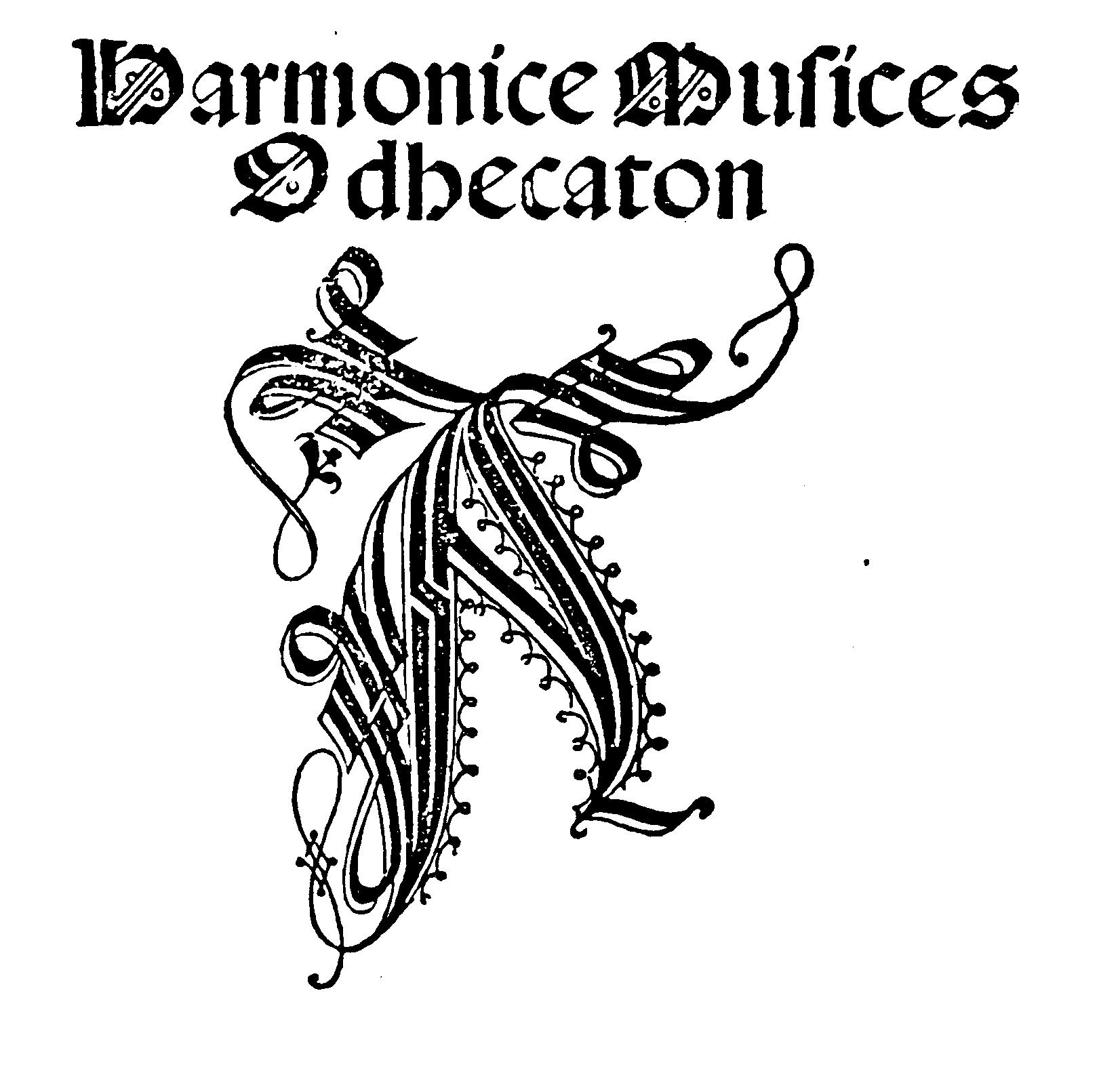
1501: Frontispiz der Harmonice Musices

- 1501: Der Buchdrucker und Verleger Ottaviano dei Petrucci gibt dem Buchdruck in Venedig einen neuen Impuls: Er druckt mit den Harmonices Musices Odhecaton A die erste Notensammlung.
- 1804: Das Singspiel Fanchon, das Leyermädchen von Friedrich Heinrich Himmel hat seine Uraufführung an der Berliner Hofoper.
- 1846: Die Uraufführung der Oper Le Trompette de M. le Prince von François Bazin erfolgt an der Pariser Opéra-Comique.
- 1858: Mit der Oper Les Huguenots von Giacomo Meyerbeer wird die Royal Italian Opera im Londoner Covent Garden in ihrer heutigen Form eröffnet, nachdem sie am 5. März 1856 abgebrannt ist.

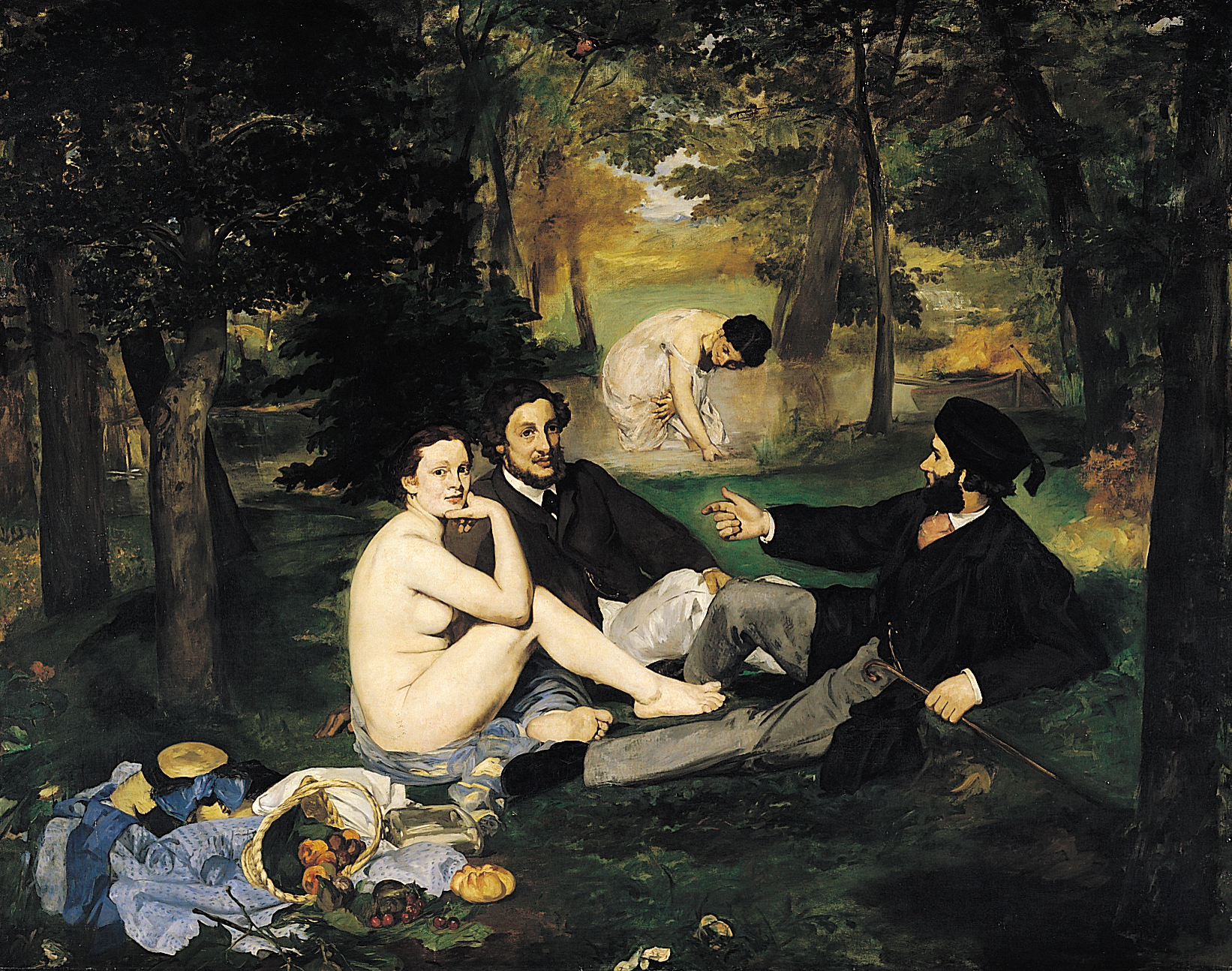
1863: Das Frühstück im Grünen von Édouard Manet

- 1863: Die Ausstellung des auf Initiative von Kaiser Napoleon III. entstandenen Salon des Refusés wird eröffnet. Dort sind von der Jury des Salon de Paris abgelehnte Bilder zu sehen, unter ihnen Das Frühstück im Grünen des Malers Édouard Manet und Das Mädchen in Weiß von James McNeill Whistler, die vom Publikum als skandalös empfunden werden.
- 1890: Eröffnung des Volksgartens Nymphenburg, zu seiner Zeit der größte Vergnügungspark Deutschlands.
- 1914: Die Oper Mârouf, savetier du Caire von Henri Rabaud wird an der Pariser Opéra-Comique uraufgeführt.
- 1920: Igor Strawinskys Ballett Pulcinella wird an der Pariser Oper aufgeführt; Kostüme und Bühnenbild wurden von Pablo Picasso gestaltet.
- 1928: Micky Maus und Minnie Maus erscheinen erstmals in dem Film Plane Crazy von Walt Disney.
- 1929: Die Uraufführung der Oper Persée et Andromède von Jacques Ibert erfolgt an der Pariser Oper.
- 1969: Die Oper Das Märchen von der schönen Lilie von Giselher Klebe wird bei den Schwetzinger Festspielen uraufgeführt.
- 1975: Die Uraufführung der komischen Oper Der gestiefelte Kater oder Wie man das Spiel spielt von Günter Bialas erfolgt bei den Schwetzinger Festspielen.
- 1990: Bei einer Auktion von Christie’s ersteigert ein japanischer Kunstliebhaber das Bild Porträt des Dr. Gachet von Vincent van Gogh für den Rekordpreis von 82,5 Millionen Dollar.

### Religion

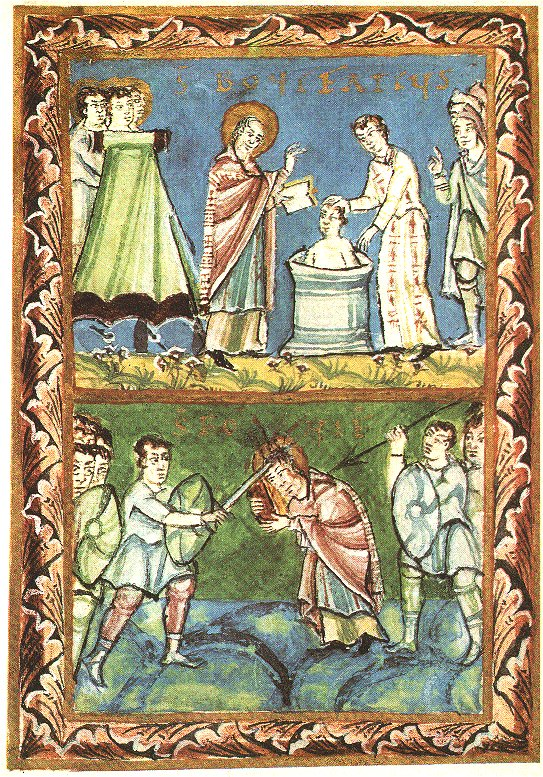
719: Aus dem Leben des Bonifatius

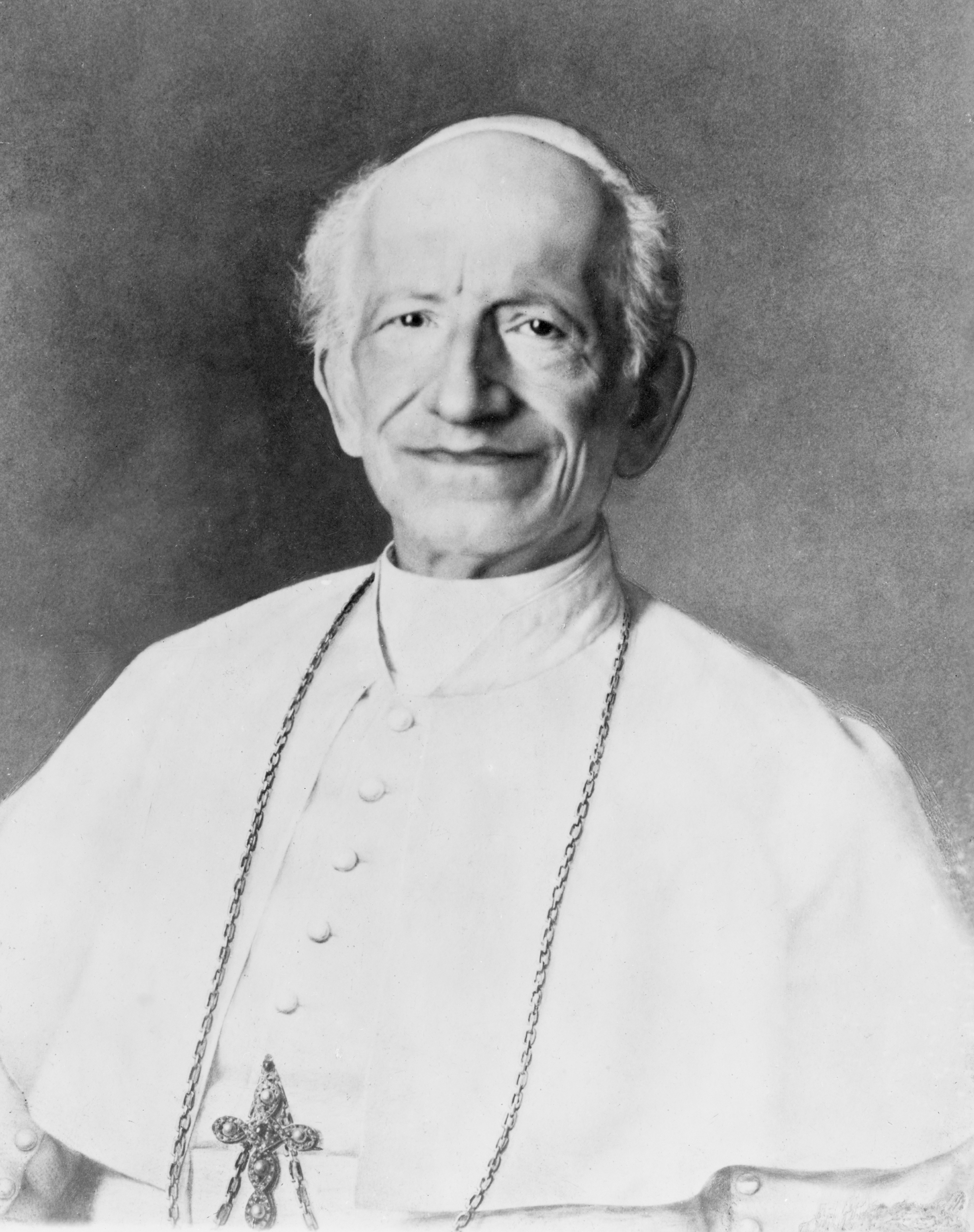
1891: Papst Leo XIII.

- 0719: Papst Gregor II. beauftragt den Priester Wynfreth mit christlicher Missionsarbeit in Germanien, um „ungläubigen Völkern das Geheimnis des Glaubens bekannt zu machen“. Unter dem ihm vom Papst verliehenen Namen Bonifatius begibt dieser sich in der Folge zu den Friesen.
- 1252: In der Dekretale Ad extirpanda lässt Papst Innozenz IV. die Folter als Instrument zur Wahrheitsfindung zu. Seine Urkunde wird Ausgangsbasis für die Inquisition.
- 1548: Kaiser Karl V. legt das Augsburger Interim dem Reichstag zu Augsburg zur Abstimmung vor. Diese Verordnung, mit der er nach dem Sieg über den Schmalkaldischen Bund seine religionspolitischen Ziele im Heiligen Römischen Reich durchsetzen will, enthält auch die Zulassung von Priesterehe und Laienkelch.

- 1891: Papst Leo XIII. veröffentlicht Rerum Novarum, die als erste explizite Sozialenzyklika gilt. Darin versucht er einen „Dritten Weg“ abseits von Liberalismus und Sozialismus aufzuzeigen.
- 1931: Papst Pius XI. veröffentlicht die maßgeblich von Jesuiten um Gustav Gundlach und vom „Königswinterer Kreis“ vorbereitete Sozialenzyklika Quadragesimo anno anlässlich des 40. Jahrestages der Sozialenzyklika Rerum Novarum.
- 1961: Papst Johannes XXIII. veröffentlicht die Sozialenzyklika Mater et magistra. Das unverkennbar für die Mitbestimmung der Arbeiter eintretende Rundschreiben erklärt, dass den Arbeitern das Recht auf aktive Teilnahme an dem sie beschäftigenden Unternehmen zustehe und öffnet die katholische Soziallehre damit verstärkt der sozialen Wirklichkeit des Arbeitslebens.
- 2005: Wilhelm Leber wird Nachfolger von Richard Fehr als Stammapostel in der Neuapostolischen Kirche. Der Gottesdienst aus der Gemeinde Fellbach bei Stuttgart wird zu fast 1,5 Millionen neuapostolischen Christen weltweit übertragen.

### Katastrophen

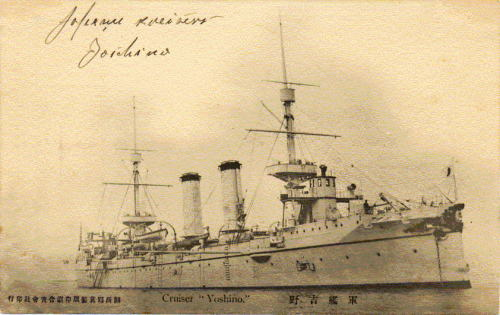
1904: Yoshino

- 1904: Der Geschützte Kreuzer Yoshino sinkt nach der Kollision mit dem Panzerkreuzer Kasuga (beide Japan) östlich von Lüda. Von der 338 Mann starken Besatzung kommen 319 ums Leben.

Kleinere Unglücksfälle sind in den Unterartikeln von Katastrophe und in der Liste von Katastrophen aufgeführt.

### Sport
- 1910: Die Fußballabteilung des Hamburg-St. Pauli Turnverein 1862 wird unter dem Namen FC St. Pauli offiziell neu gegründet. Erst 1924 allerdings wird der Verein im Zuge der reinlichen Scheidung zwischen Turn- und Fußballvereinen als selbständiger Club in das Vereinsregister eingetragen.

1926: New York Rangers

- 1926: Der Eishockey-Verein New York Rangers wird in New York gegründet.
- 1929: Die bis dahin von Mannschaften außerhalb Großbritanniens unbesiegte englische Fußballnationalmannschaft verliert erstmals ein Länderspiel. Spanien behält in Madrid mit 4:3 Toren die Oberhand in der Begegnung.

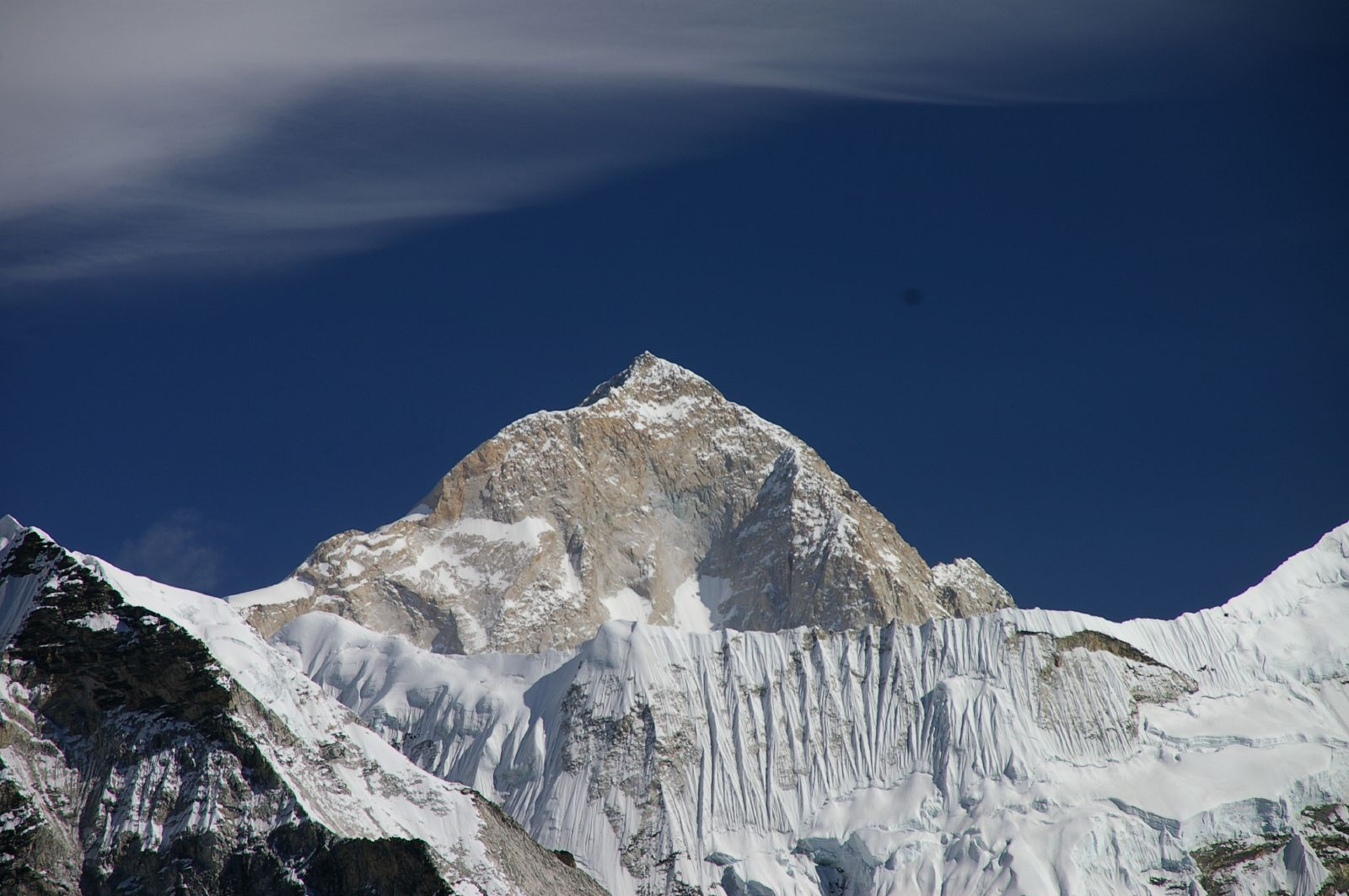
1955: Makalu

- 1955: Den Franzosen Lionel Terray und Jean Couzy gelingt die Erstbesteigung des Makalu im Himalaya, des fünfthöchsten Berges der Welt. Ihr Weg führt über den Makalu La und wird heute als „Franzosenroute“ bezeichnet.
- 1980: Das deutsche Nationale Olympische Komitee (NOK) beschließt auf Empfehlung der Bundesregierung mit 59:40 Stimmen den Boykott der Olympischen Spiele in Moskau.
- 1980: Mit einer Rennveranstaltung, bei der unter anderem Tourenwagen- und Formel-Ford-Fahrzeuge antreten, wird in Geesthacht der Heidbergring eröffnet. Mit nur 852 m Streckenlänge ist die Anlage bis heute Deutschlands kleinste permanente Motorsport-Rennstrecke.
- 1996: Der FC Bayern München siegt im Rückspiel des Finales des Fußball-UEFA-Pokals 1995/96 in Bordeaux mit 3:1 gegen Girondins Bordeaux, nachdem es schon im Heimspiel am 1. Mai einen 2:0-Erfolg gegeben hat. Die Bayern gewinnen damit zum bisher einzigen Mal den UEFA-Pokal.
- 2002: Bayer 04 Leverkusen verliert das Finale der UEFA Champions League 2001/02 im Glasgower Hampden Park gegen Real Madrid mit 1:2.
- 2004: Die FIFA vergibt die Fußball-Weltmeisterschaft des Jahres 2010 an Südafrika.
- 2012: In der Düsseldorfer Merkur Spiel-Arena findet das Rückspiel der Relegation zur deutschen Fußball-Bundesliga zwischen Fortuna Düsseldorf und Hertha BSC statt. Durch ein 2:2-Unentschieden nach einem 2:1-Sieg im Hinspiel steigt Fortuna Düsseldorf in die Bundesliga auf und Hertha BSC in die zweite Liga ab. Verschiedene Vorkommnisse in Verlauf und Anschluss der Partie führen zu mehreren Unterbrechungen und in der Folge strafrechtlichen Ermittlungen.

Einträge von Leichtathletik-Weltrekorden befinden sich unter der jeweiligen Disziplin unter Leichtathletik.

## Geboren

### Vor dem 18. Jahrhundert
- 0647: al-ʿAbbās ibn ʿAlī, schiitischer Märtyrer
- 1299: Heinrich der Sanftmütige, Herzog von Österreich
- 1337: Chungmok Wang, 29. König des koreanischen Goryeo-Reiches
- 1397: Sejong, König der koreanischen Joseon-Dynastie
- 1450: Cimburga von Baden, Markgräfin von Baden
- 1459: Johann I., Pfalzgraf und Herzog von Simmern
- 1463: Margarethe von Hanau-Lichtenberg, deutsche Adlige, Gräfin von Nassau-Wiesbaden
- 1531: Maria von Österreich, Herzogin von Jülich, Kleve und Berg
- 1565: Hendrick de Keyser, niederländischer Architekt und Bildhauer
- 1565: Friedrich Taubmann, deutscher Philologe und lateinischer Dichter

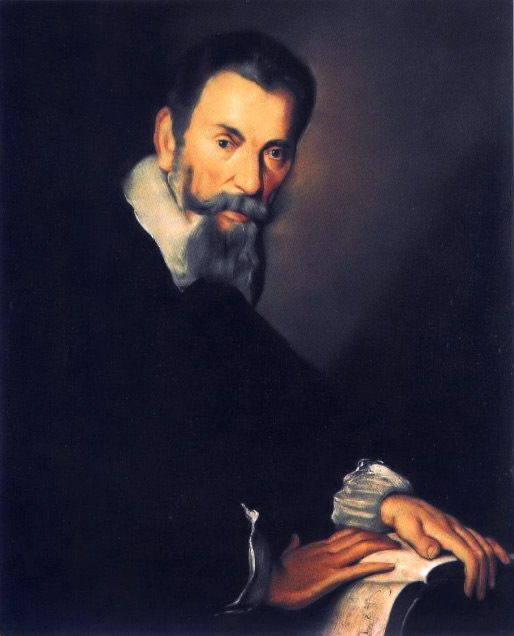
Claudio Monteverdi (* 1567)

- 1567: Claudio Monteverdi, italienischer Komponist
- 1594: Sophie von Solms-Laubach, Markgräfin und Regentin von Brandenburg-Ansbach
- 1599: Statius Speckhan, Bremer Bürgermeister und königlich-schwedischer Geheimrat
- 1626: Dominique Bouhours, französischer Jesuitenpriester, Philologe, Historiker und Verfasser
- 1628: Carlo Cignani, italienischer Maler
- 1632: Adolf Wilhelm, Herzog von Sachsen-Eisenach
- 1637: Valentin Heins, deutscher Rechenmeister
- 1645: George Jeffreys, 1. Baron Jeffreys, englischer Lordkanzler und Lord Chief Justice in England und Wales
- 1648: Wilhelm I., Landgraf von Hessen-Rotenburg
- 1656: Caspar Moosbrugger, Vorarlberger Architekt
- 1659: Hans Karl von Königsmarck, deutsch-schwedischer Offizier, Malteserritter und Abenteurer
- 1665: Gundacker von Althan, österreichischer General, Diplomat und Hofbaudirektor
- 1665: Georg Sandrart, deutscher Kaufmann und Tabakhändler in Magdeburg
- 1669: Johann Franz Born, deutscher Stifter, Ratsherr und Domherr
- 1671: Frans Burman, niederländischer reformierter Theologe
- 1677: Gottlieb Siegmund Corvinus, deutscher Dichter und Jurist
- 1689: Gebhard Christian Bastineller, deutscher Rechtswissenschaftler
- 1697ː Ernestine Theodora von Pfalz-Sulzbach, Priorin des Karmelitinnenklosters in Neuburg

### 18. Jahrhundert
- 1720: Maximilian Hell, österreichischer Jesuit und Astronom
- 1721: Dmitri Michailowitsch Golizyn, russischer Diplomat, Militär und Kunstmäzen
- 1740: Johann Georg Heinrich Feder, deutscher Philosoph
- 1743: Christoph Bernhard Verspoell, katholischer Priester, Publizist und Kirchenlieddichter
- 1746: Claus Frimann, norwegischer Pfarrer und Dichter
- 1749: Levi Lincoln, US-amerikanischer Jurist und Politiker, Gouverneur von Massachusetts und Justizminister der Vereinigten Staaten
- 1753: Christian Friedrich Krüger, deutscher Staatsminister
- 1756: Gottlieb Lebrecht Spohn, deutscher Pädagoge, Philologe und evangelischer Theologe
- 1757: John Hely-Hutchinson, 2. Earl of Donoughmore, britischer General
- 1758: Ludwig Erdwin Seyler, deutscher Kaufmann, Bankier und Politiker
- 1759: Maria Theresia Paradis, österreichische Pianistin, Sängerin, Komponistin und Musikpädagogin Maria Theresia Paradis (* 1759)

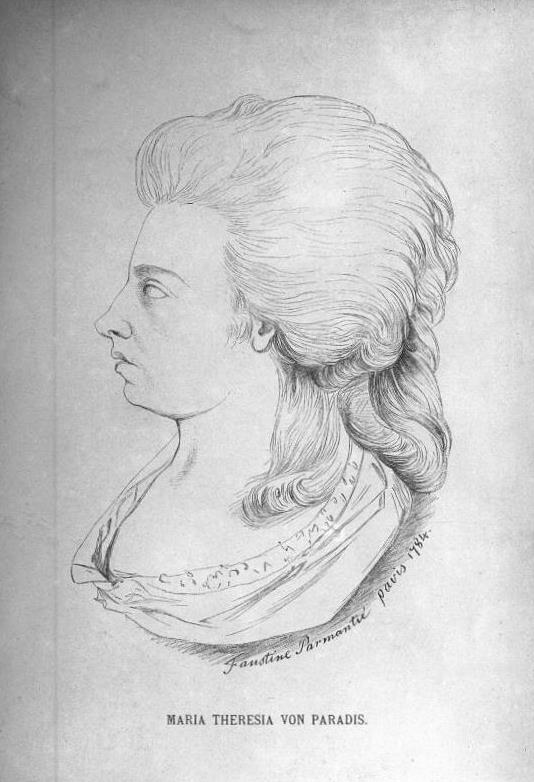
Maria Theresia Paradis (* 1759)

- 1761: André Galle, französischer Medailleur
- 1763: Franz Danzi, deutscher Komponist, Kapellmeister und Violoncellist
- 1773: Klemens Wenzel Lothar von Metternich, österreichischer Staatsmann Klemens Wenzel Lothar von Metternich (* 1773)

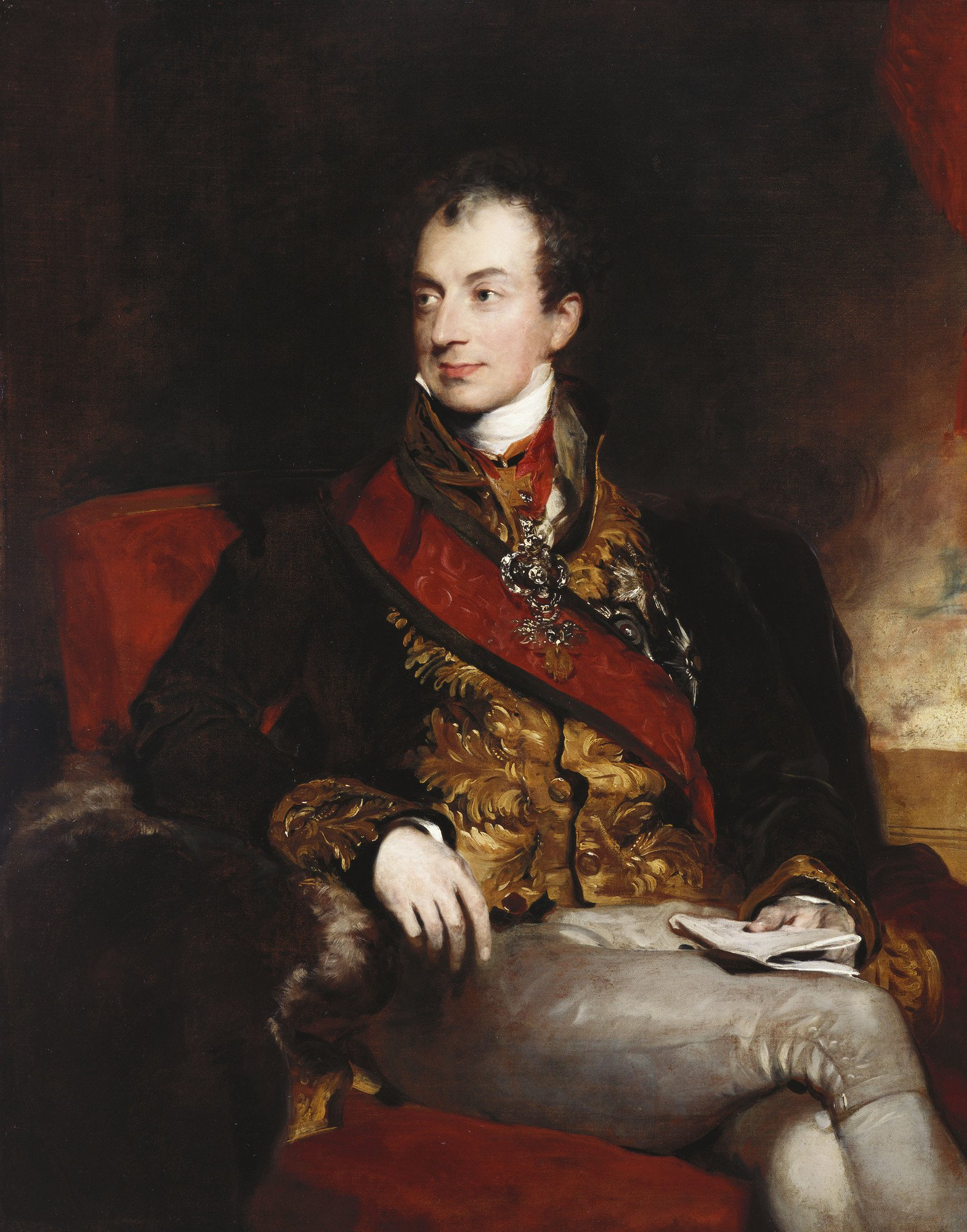
Klemens Wenzel Lothar von Metternich (* 1773)

- 1774: Johann Nepomuk von Fuchs, deutscher Chemiker und Mineraloge
- 1777: Johann Ernst Carl Friedrich Avenarius, preußischer Landrat
- 1777: Johann Christoph Hasse, deutscher Apotheker
- 1779: Karl Friedrich Wilhelm von Weise, deutscher Beamter und Politiker
- 1780: Hartwig von Hundt-Radowsky, deutscher Autor und Vordenker eines teilweise eliminatorischen Antisemitismus
- 1780: Karl Christoph Gottlieb Zerrenner, deutscher Prediger und Schuldirektor
- 1781: Wilhelm Gustav Friedrich Wardenburg, oldenburgischer Generalmajor
- 1782: Christoph Bernoulli, Schweizer Naturforscher und Wirtschaftswissenschaftler
- 1786: Louise Seidler, deutsche Malerin
- 1788: Neil Arnott, schottischer Arzt
- 1788: Louis von Heßberg, deutscher Offizier und religiöser Eiferer
- 1791: Floris Adriaan van Hall, niederländischer Staatsmann
- 1792: Jakob Rothschild, Bankier und Mitglied der Rothschild-Familie
- 1795: Adolph Bernhard Marx, deutscher Komponist und Musikwissenschaftler
- 1799: Hermann Wilhelm Bödeker, evangelischer Pastor
- 1800: Joseph-Frédéric Debacq, französischer Architekt

### 19. Jahrhundert

#### 1801–1850
- 1801: Joseph Ludwig Raabe, Schweizer Mathematiker
- 1808: Michael William Balfe, irischer Komponist, Violinist, Sänger und Dirigent
- 1813: Franz Napoleon Heigel, französisch-deutscher Maler
- 1813: Stephen Heller, ungarischer Pianist und Komponist

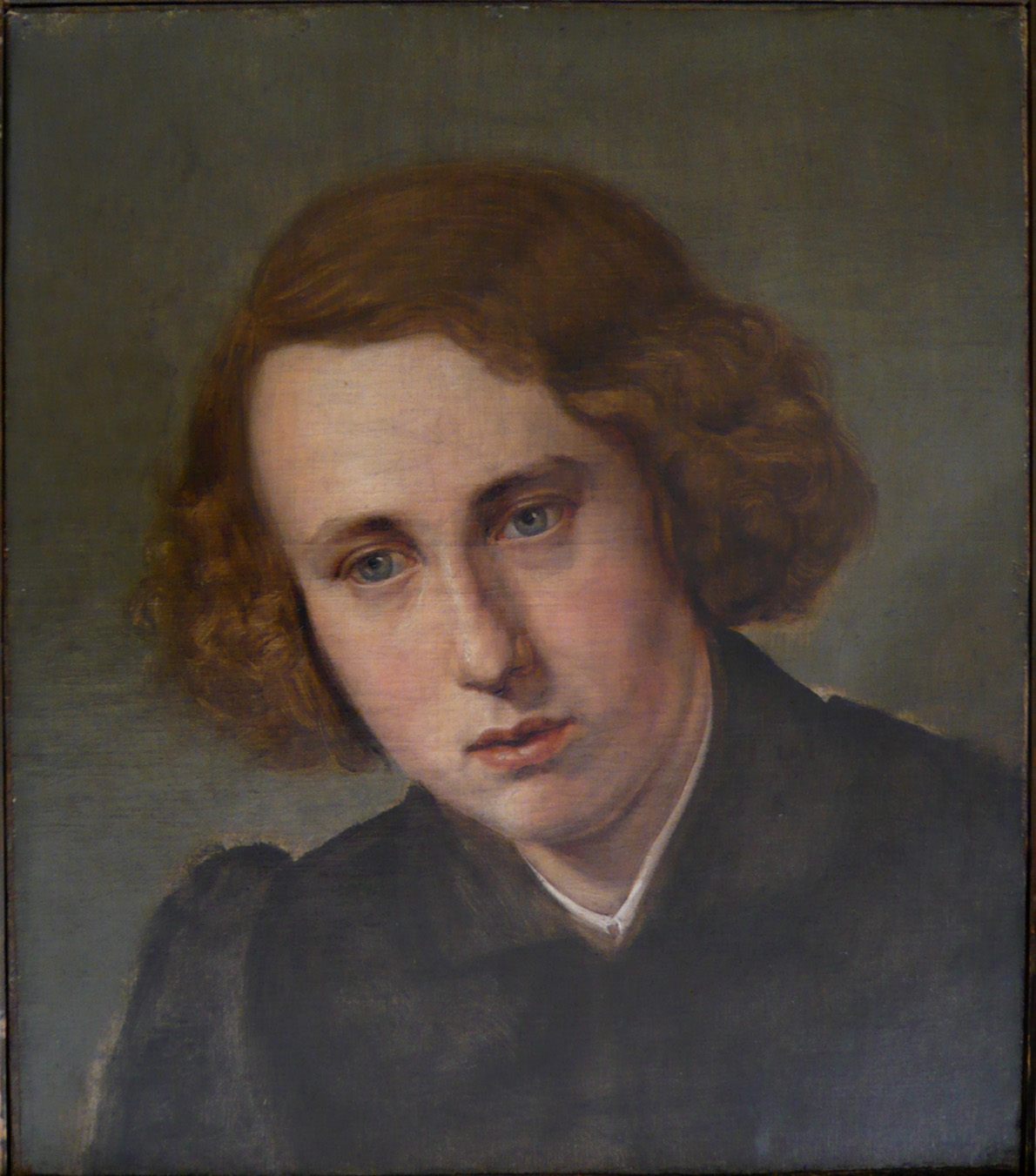
Alfred Rethel (* 1816)

- 1816: Alfred Rethel, deutscher Historienmaler
- 1818: Bogumil Dawison, polnisch-deutscher Schauspieler
- 1819: Nicola De Giosa, italienischer Komponist und Dirigent
- 1821: Ludwig Knoop, deutscher Unternehmer
- 1821: Félix Joseph Henri de Lacaze-Duthiers, französischer Physiologe und Zoologe
- 1822: Juan Carlos de Borbón, spanischer Prinz, Thronprätendent in Spanien und Frankreich
- 1822: Leopold Kompert, böhmischer Schriftsteller
- 1826: Henri Mouhot, französischer Naturalist und Forschungsreisender
- 1827: Knud Bergslien, norwegischer Maler
- 1828: Hélène de Gingins, Schweizer Salonière und Frauenrechtlerin
- 1830: Laurence Simmons Baker, General der Konföderierten Staaten
- 1835: Émile Léonard Mathieu, französischer Mathematiker
- 1835: Heino Schmieden, deutscher Architekt

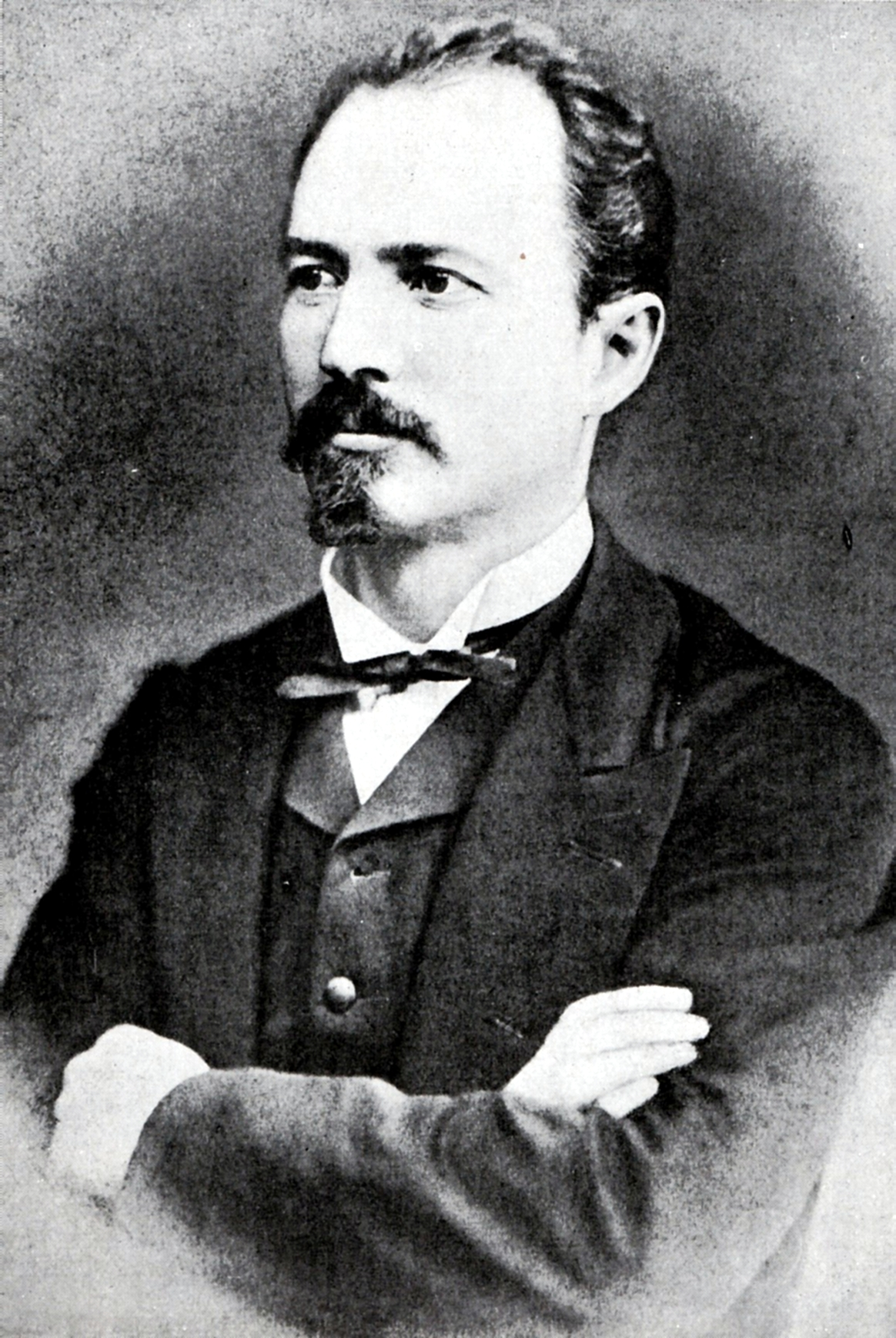
Nicolae Grigorescu (* 1838)

- 1838: Nicolae Grigorescu, rumänischer Maler
- 1841: James Henderson Berry, US-amerikanischer Politiker, Gouverneur von Arkansas, Senator
- 1842: Ludwig Viktor von Österreich, österreichischer Erzherzog, Bruder von Kaiser Franz Joseph I.
- 1843: John Kruesi, Schweizer Maschinenbauer
- 1845: Julio Ituarte, mexikanischer Komponist
- 1845: Ilja Iljitsch Metschnikow, russischer Zoologe, Anatom und Bakteriologe
- 1848: Wiktor Michailowitsch Wasnezow, russischer Maler
- 1848: Carl Wernicke, deutscher Psychiater

#### 1851–1900
- 1851: William Mitchell Ramsay, schottischer Althistoriker und Archäologe
- 1853: Heinrich Kern, Schweizer Landwirt und Politiker
- 1854: Johann Rudolf Krenger, Schweizer Lehrer und Komponist
- 1855: Louis Hagen, deutscher Bankier
- 1855: Leopold von Kalckreuth, deutscher Maler und Grafiker
- 1856: Lyman Frank Baum, US-amerikanischer Schriftsteller (Der Zauberer von Oz)
- 1857: Williamina Fleming, US-amerikanische Astronomin
- 1859: Pierre Curie, französischer Physiker, Nobelpreisträger
- 1860: Ernst Wasserzieher, deutscher Etymologe
- 1861: Augustin Savard, französischer Komponist und Musikpädagoge
- 1862: Nils Posse, schwedischer Sportpädagoge

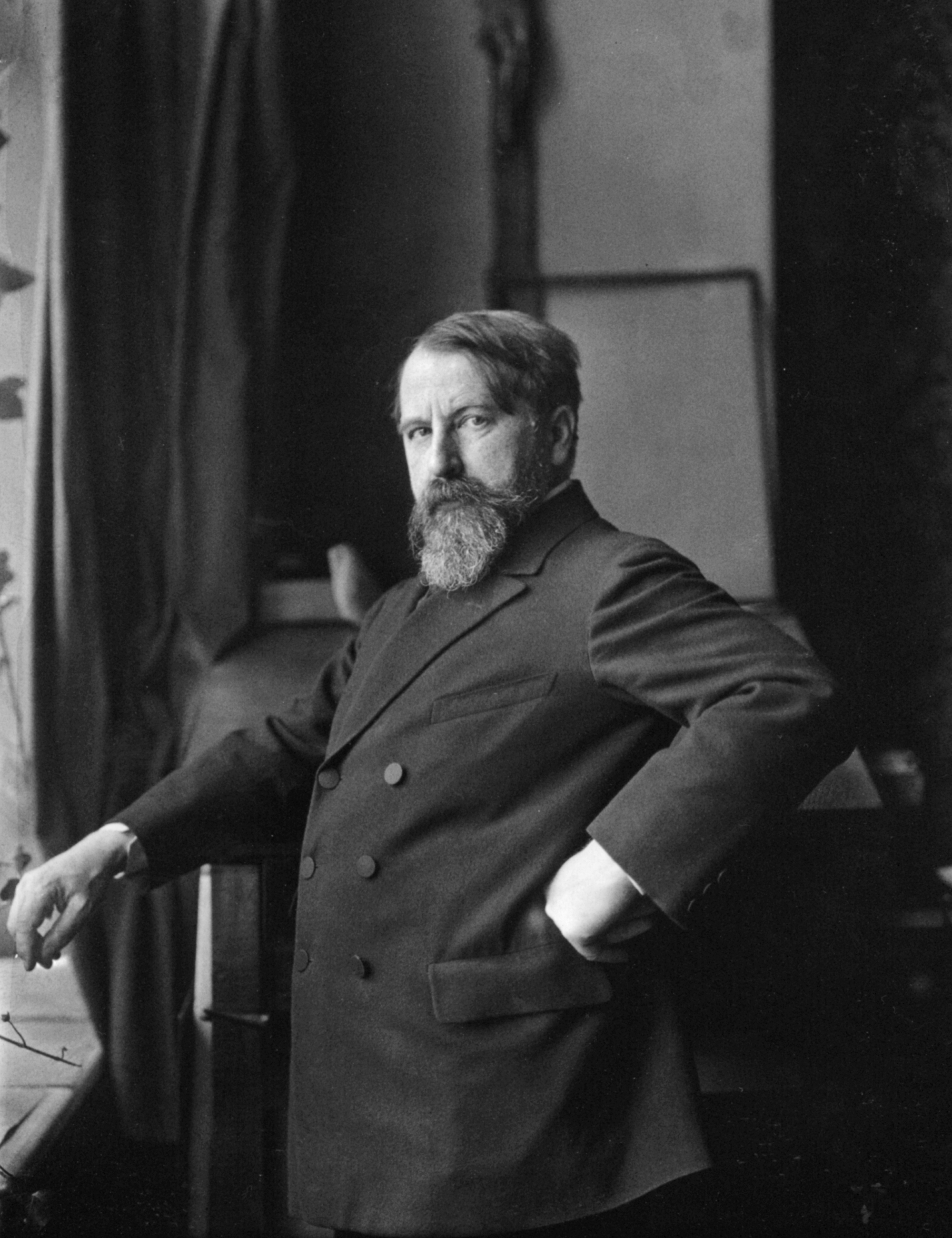
Arthur Schnitzler (* 1862)

- 1862: Arthur Schnitzler, österreichischer Erzähler und Dramatiker
- 1863: Frank Hornby, britischer Erfinder, Geschäftsmann und Politiker
- 1864: Vilhelm Hammershøi, dänischer Maler
- 1865: Joachim von Winterfeldt-Menkin, deutscher Jurist und Politiker, MdR, MdL, Landesdirektor von Brandenburg
- 1866: Bob Clements, schottischer Fußballspieler
- 1866: Reinhard Süring, deutscher Meteorologe
- 1867: Fredrik Hjalmar Johansen, norwegischer Polarforscher
- 1868: Karl Lautenschlager, deutscher Kommunalpolitiker, Oberbürgermeister von Stuttgart
- 1870: Thomas Eßer, deutscher Herausgeber und Politiker, MdL, MdR
- 1873: Pawlo Skoropadskyj, russischer General und ukrainischer Politiker, Hetman des Ukrainischen Staates
- 1873: Nikolai Nikolajewitsch Tscherepnin, russischer Komponist
- 1874: Adolf Baumbach, deutscher Rechtswissenschaftler
- 1874: Richard Schirrmann, deutscher Pädagoge, Gründer des Deutschen Jugendherbergswerkes
- 1875: Otto Vesper, deutscher Politiker, Mitglied der Weimarer Nationalversammlung
- 1876ː Adelheid Kohlschütter, deutsche Malerin

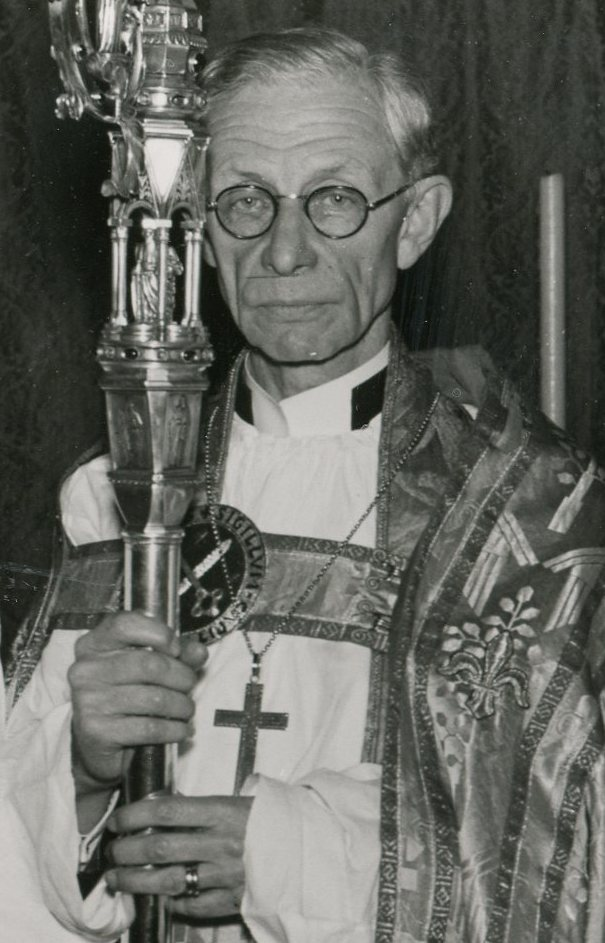
Gustaf Aulén (* 1879)

- 1879: Gustaf Aulén, schwedischer Theologe, Bischof von Strängnäs
- 1879: Paul Wachtsmuth, deutsch-baltischer Pastor, evangelischer Märtyrer
- 1880: Otto Dibelius, deutscher Geistlicher, Generalsuperintendent der Kurmark, Bischof von Brandenburg bzw. Berlin-Brandenburg
- 1880: Joseph Wackerle, deutscher Bildhauer
- 1881: Wilhelm Klemm, deutscher Lyriker
- 1881: Hugo Zuckermann, deutscher Schriftsteller und Zionist
- 1883: Maurice Feltin, französischer Geistlicher, Erzbischof von Bordeaux und Paris, Kardinal
- 1883: Bolesław Fotygo-Folański, polnischer Schauspieler, Opernsänger und -regisseur
- 1884: Max Taut, deutscher Architekt
- 1885: Theodor Goerlitz, deutscher Kommunalpolitiker und Historiker, Oberbürgermeister von Oldenburg
- 1889: Dirk Agena, deutscher Jurist, Landwirt und Politiker, MdR
- 1890: Rudolf Kopf, österreichischer Jurist und Politiker, Landesstatthalter von Vorarlberg, Nationalrat, Landesrat

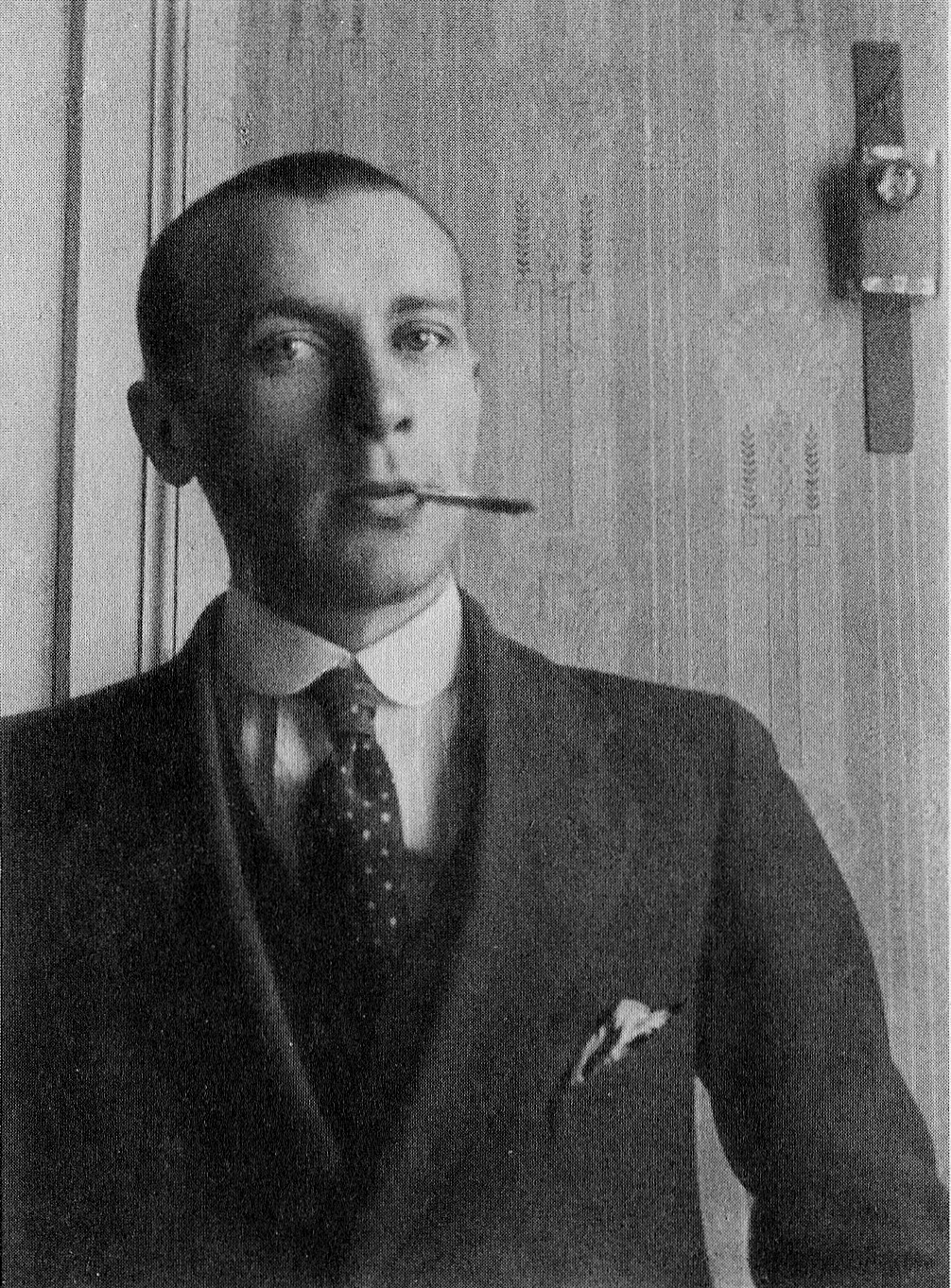
Michail Bulgakow (* 1891)

- 1891: Michail Afanassjewitsch Bulgakow, russischer Schriftsteller
- 1891: Jella Lepman, deutsche Schriftstellerin
- 1891: Edmund Trinkl, leitender Gestapomitarbeiter
- 1892: Charles E. Rosendahl, US-amerikanischer Vizeadmiral
- 1894: José Cubiles, spanischer Pianist und Musikpädagoge
- 1894: Peter Martin Lampel, deutscher Schriftsteller
- 1894: Marion Sunshine, US-amerikanische Schauspielerin, Songwriterin und Komponistin
- 1894: Feliks Wrobel, polnischer Komponist
- 1895: Prescott Bush, US-amerikanischer Politiker, Senator
- 1897: Josef Hendel, deutscher Maler
- 1897: George Perlman, US-amerikanischer Geiger, Komponist und Musikpädagoge
- 1897: Rudolf Schwarz, deutscher Architekt
- 1898: Arletty, französische Schauspielerin
- 1898: Norbert von Hannenheim, deutscher Komponist siebenbürgischer Herkunft
- 1898: Richard W. Leche, US-amerikanischer Politiker, Gouverneur von Louisiana
- 1900: Isidro Benítez, kubanischer Musiker, Dirigent und Komponist
- 1900: Ida Rhodes, US-amerikanische Mathematikerin

### 20. Jahrhundert

#### 1901–1925

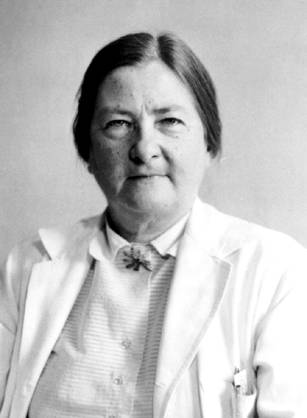
Dorothy Hansine Andersen (* 1901)

- 1901: Dorothy Hansine Andersen, US-amerikanische Kinderärztin und Pathologin
- 1901: Kurt Meister, deutscher Schauspieler, Regisseur, Autor und Hörspielsprecher
- 1901: Luis Monti, argentinisch-italienischer Fußballspieler
- 1901: Lou Scheper-Berkenkamp, deutsche Malerin
- 1902: Anny Ondra, deutsch-tschechische Schauspielerin, Ehefrau von Max Schmeling
- 1903: Jean Cavaillès, französischer Philosoph, Mitglied der Résistance
- 1903: Maria Reiche, deutsche Forscherin
- 1904: Emmi Haux, deutsche Leichtathletin
- 1904: Georg Knöpfle, deutscher Fußballspieler und -trainer
- 1904: Merle Montgomery, US-amerikanische Komponistin, Pianistin und Musikpädagogin
- 1905: Joseph Cotten, US-amerikanischer Schauspieler
- 1905: Abraham Zapruder, US-amerikanischer Textilhersteller
- 1906: Humberto Delgado, portugiesischer General und Politiker
- 1907: Sigurd Rascher, deutscher Saxophonist
- 1907: Sophia Yablonska, ukrainische Schriftstellerin und Fotografin
- 1907: Ruth Werner, sowjetische Spionin
- 1908: Erich Bielka, österreichischer Diplomat

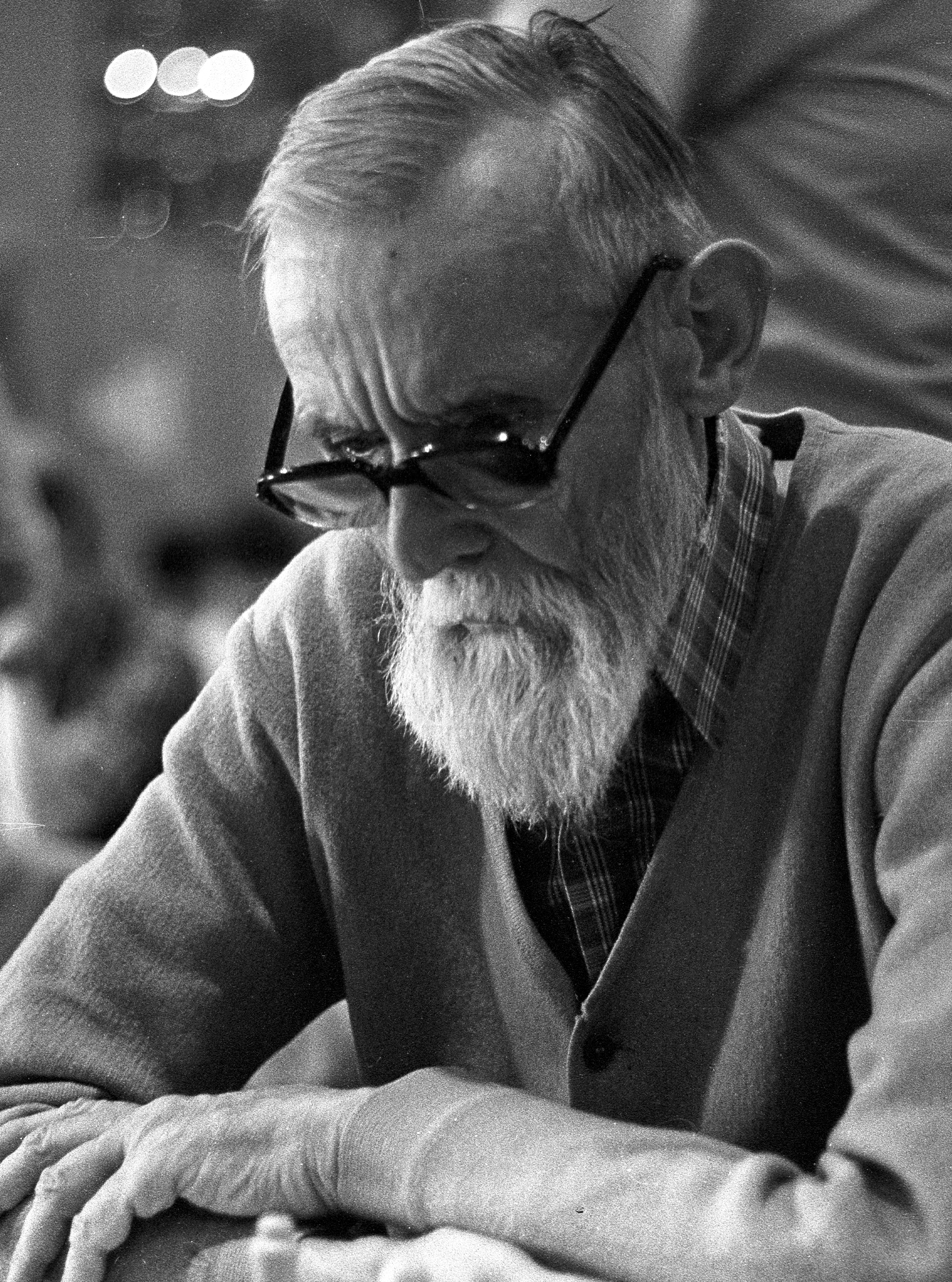
Emil Joseph Diemer (* 1908)

- 1908: Emil Joseph Diemer, deutscher Schachspieler
- 1908: Joe Grant, US-amerikanischer Comic-Autor
- 1908: Albert Heinrich Kniest, deutscher Schachproblem-Komponist
- 1908: Lars-Erik Larsson, schwedischer Komponist
- 1909: Cale Boggs, US-amerikanischer Politiker
- 1909: James Mason, britischer Schauspieler
- 1910: Otto Ambros, österreichischer Schauspieler und Regisseur
- 1910: Johann Baptist Auer, deutscher Theologe
- 1910: Wolfgang Becker, deutscher Filmregisseur
- 1910: David Bodian, US-amerikanischer Mediziner
- 1910: Constance Cummings, US-amerikanisch-britische Schauspielerin
- 1910: Theodor Förster, deutscher Physikochemiker
- 1910: Hans Kilb, deutscher Jurist

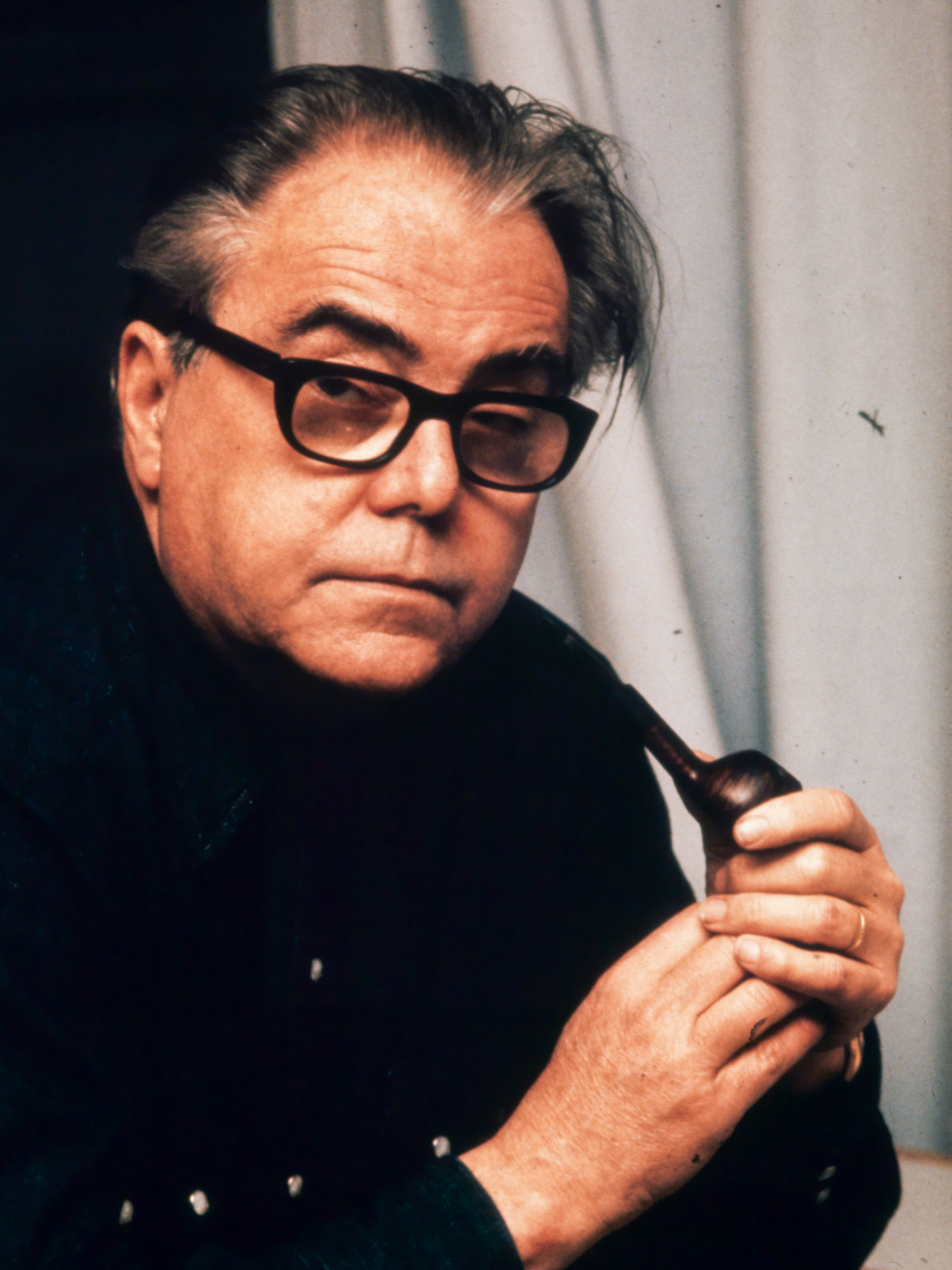
Max Frisch (* 1911)

- 1911: Max Frisch, Schweizer Architekt und Schriftsteller
- 1911: Leo Fuchs, polnisch-US-amerikanischer jiddischer Schauspieler, Komiker, Sänger und Tänzer
- 1911: Herta Oberheuser, deutsche Ärztin im KZ Ravensbrück, Kriegsverbrecherin
- 1912: Arthur Victor Berger, US-amerikanischer Komponist, Musikpädagoge und -kritiker
- 1912: Max Kämpf, Schweizer Maler und Zeichner
- 1913: Heinz Haber, deutscher Astrophysiker
- 1913: Herbert Stockmann, deutscher Maler und Graphiker
- 1913: André De Toth, US-amerikanischer Filmregisseur
- 1914: Turk Broda, kanadischer Eishockeyspieler
- 1914: Pierre Froidebise, belgischer Organist und Komponist
- 1914: Manuel Sabre Marroquín, mexikanischer Pianist und Komponist

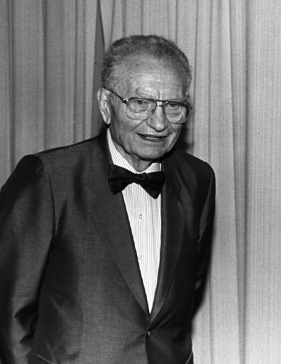
Paul A. Samuelson (* 1915)

- 1915: Paul A. Samuelson, US-amerikanischer Wirtschaftswissenschaftler, Nobelpreisträger
- 1916: Vera Gebuhr, dänische Schauspielerin
- 1916: Ephraim Katzir, israelischer Biophysiker und Politiker
- 1918: Eddy Arnold, US-amerikanischer Sänger
- 1918: John Siegal, US-amerikanischer American-Football-Spieler
- 1919: Eckhard Reith, deutscher Politiker, MdB
- 1920: Michel Audiard, französischer Drehbuchautor und Regisseur
- 1920: Carlo Còccioli, italienischer Schriftsteller
- 1920: Elsa Korén, deutsche Schauspielerin
- 1920: Nasrallah Boutros Sfeir, Patriarch der Maroniten des Libanon und Kardinal
- 1921: Čestmír Vycpálek, tschechischer Fußballspieler und -trainer
- 1922: Peter Brückner, deutscher Sozialpsychologe

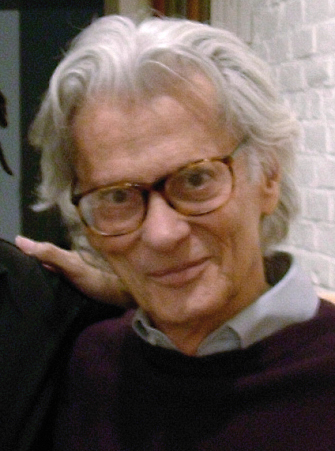
Richard Avedon (* 1923)

- 1923: Richard Avedon, US-amerikanischer Fotograf
- 1923: Johanne Autenrieth, deutsche Paläografin und Mittellateinische Philologin
- 1923: Adolf Grünbaum, US-amerikanischer Philosoph und Wissenschaftstheoretiker
- 1923: Reinhard Raffalt, deutscher Schriftsteller und Journalist
- 1924: Chargesheimer, deutscher Fotograf
- 1925: Andrei Jakowlewitsch Eschpai, russischer Komponist
- 1925: Hans Herbert Jöris, deutscher Dirigent und Hochschullehrer
- 1925ː Else Kröner, deutsche Unternehmerin, Geschäftsführerin der Fresenius SE und Stifterin
- 1925: Ralph Eugene Meatyard, US-amerikanischer Fotograf
- 1925: Klaus Meyer-Gasters, deutscher Aquarell-Zeichner

#### 1926–1950
- 1926: Richard Hey, deutscher Schriftsteller
- 1926: Inoue Mitsuharu, japanischer Schriftsteller
- 1926: Clermont Pépin, kanadischer Komponist, Pianist und Musikpädagoge
- 1926: Hans Jürgen Press, deutscher Schriftsteller und Zeichner
- 1926: Anthony Shaffer, britischer Drehbuchautor
- 1926: Peter Shaffer, britischer Dramatiker
- 1927: Freddy Rousselle, belgischer Automobilrennfahrer
- 1928: Walter Dostal, österreichischer Ethnologe

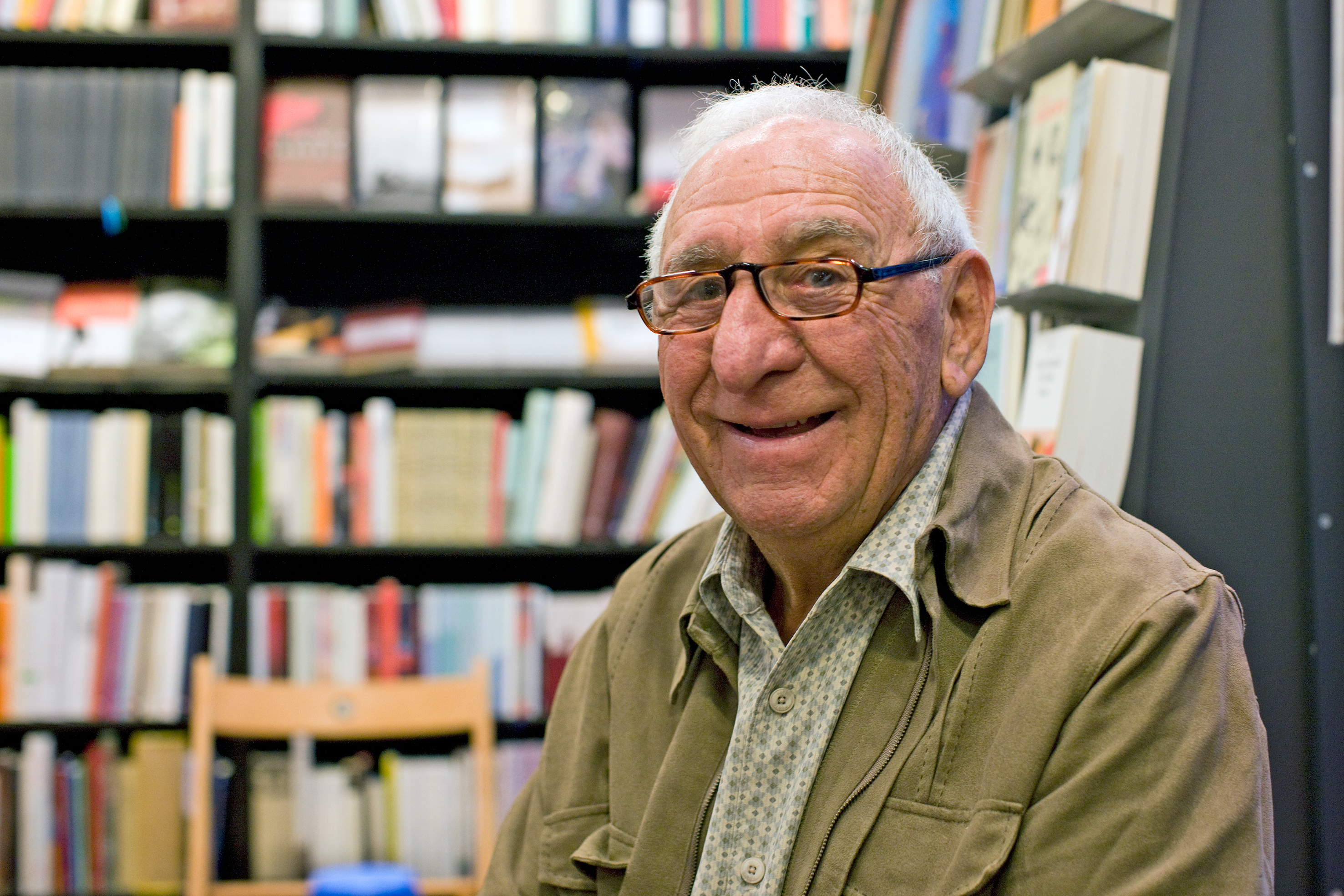
Raymond Federman (* 1928)

- 1928: Raymond Federman, US-amerikanischer Schriftsteller
- 1929: Andrew Bertie, britischer Adeliger und Großmeister des Malteserordens
- 1929: Peter Broeker, kanadischer Automobilrennfahrer
- 1929: Dieter Schubert, deutscher Schriftsteller
- 1930: Albert Wassiljewitsch Akatow, sowjetischer Konteradmiral
- 1930: Irma Münch, deutsche Theater- und Filmschauspielerin
- 1930: Grace Ogot, kenianische Schriftstellerin und Diplomatin
- 1930: Jasper Johns, US-amerikanischer Künstler
- 1931: Georg Grammer, deutscher Unternehmer
- 1931: Hellmuth Matiasek, österreichischer Theaterregisseur
- 1931: Claus Roxin, deutscher Strafrechtswissenschaftler
- 1932: Nasir Ahmad, pakistanischer Hockeyspieler

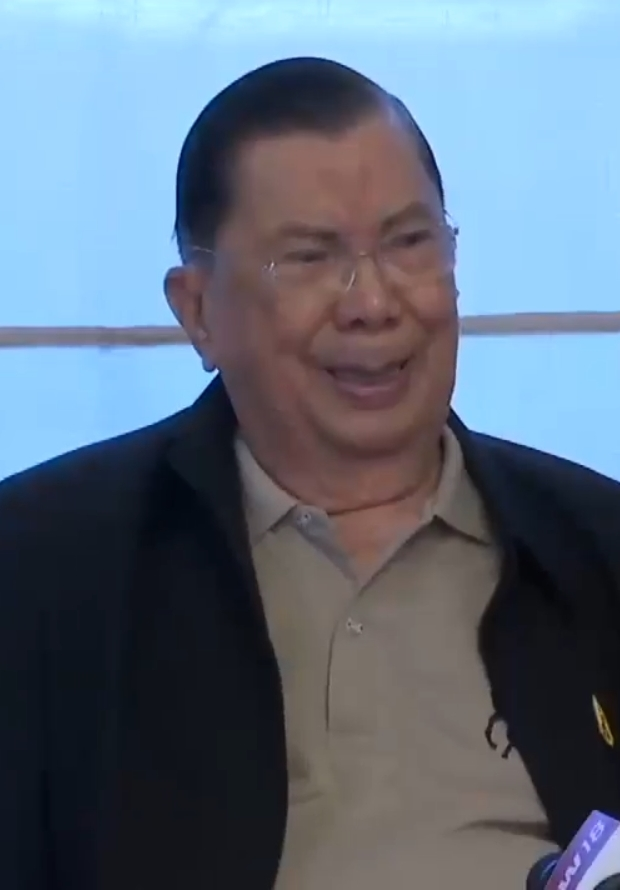
Chavalit Yongchaiyudh (* 1932)

- 1932: Chavalit Yongchaiyudh, thailändischer Politiker
- 1933: Marianne Hold, deutsche Schauspielerin
- 1933: Jūzō Itami, japanischer Schauspieler und Filmregisseur
- 1933: Ronald Roseman, US-amerikanischer Oboist, Musikpädagoge und Komponist
- 1934: Detlev Block, Kirchenlieddichter, Lyriker, Theologe und evangelischer Pfarrer
- 1935: Barry Crump, neuseeländischer Schriftsteller
- 1935: Karin Krog, norwegische Jazzsängerin
- 1935: René Regenass, Schweizer Schriftsteller
- 1936: Jean Balissat, Schweizer Komponist und Professor
- 1936: Wally Deane, US-amerikanischer Rockabilly-Musiker
- 1936: Wavy Gravy, US-amerikanischer Hippie, Aktivist, Clown und Autor
- 1936: Milan Kymlička, tschechisch-kanadischer Komponist und Arrangeur
- 1936: Ralph Steadman, britischer Autor, Illustrator, Cartoonist und Karikaturist

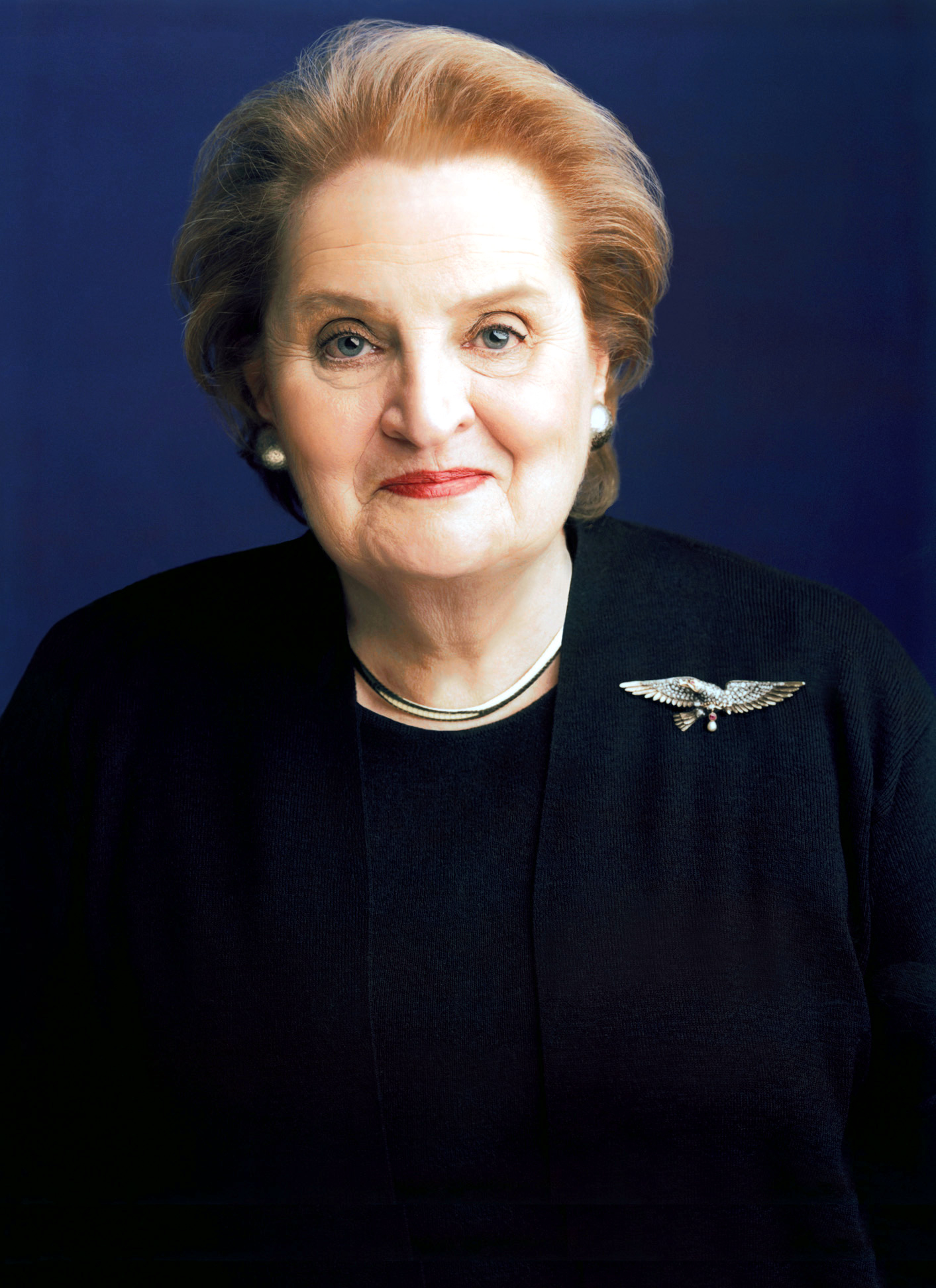
Madeleine Albright (* 1937)

- 1937: Madeleine Albright, US-amerikanische Politikerin, erste US-amerikanische Außenministerin
- 1937: Trini Lopez, US-amerikanischer Sänger
- 1937: Radoslav Zapletal, tschechischer Geiger und Komponist
- 1938: Mireille Darc, französische Schauspielerin
- 1939: Wataru Asō, japanischer Gouverneur
- 1939: Stanisław Dróżdż, polnischer Lyriker
- 1940: Roger Ailes, US-amerikanischer Fernsehproduzent
- 1940: Carlos Bielicki, argentinischer Schachmeister
- 1940: Yoshimi Katayama, japanischer Motorrad- und Automobilrennfahrer
- 1940: Álvaro Mejía, kolumbianischer Leichtathlet
- 1940: Claus Spahn, deutscher Autor und Fernsehredakteur
- 1941: Jürgen Gosch, deutscher Gastwirt, Fischhändler und Unternehmer
- 1941: Wolfgang Schmidbauer, deutscher Psychoanalytiker und Buchautor
- 1941: Francisco Valada, portugiesischer Radrennfahrer
- 1941: Hans Weber, deutscher Motorsportler
- 1942: Barnabas Sibusiso Dlamini, eswatinischer Politiker
- 1942: Dieter Kurrat, deutscher Fußballspieler
- 1942: Andreas Linfert, deutscher Archäologe
- 1942: Jürgen Poeschel, deutscher Politiker
- 1943: Marianne Gossweiler, Schweizer Dressurreiterin
- 1943: Helmut Schlegel OFM, deutscher Theologe
- 1943: Dieter Spöri, deutscher Politiker
- 1943: Badsaryn Süchbaatar, mongolischer Ringer

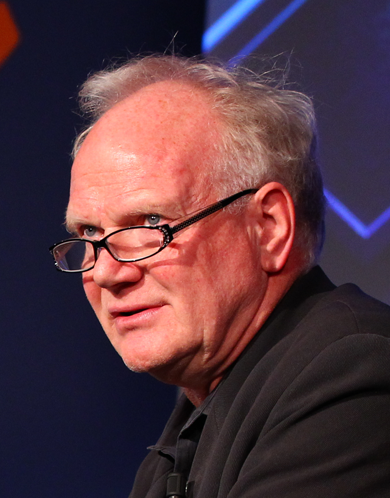
Ulrich Beck (* 1944)

- 1944: Ulrich Beck, deutscher Soziologe
- 1945: Jacques Guillot, französischer Automobilrennfahrer
- 1945: Lee Jang-ho, südkoreanischer Filmregisseur
- 1946: Hellmuth Eichner, deutscher Maler und Bildhauer
- 1946: Reggie Jackson, US-amerikanischer Baseballspieler
- 1946: Klaus-Peter Siegloch, deutscher Journalist und Moderator
- 1947: Paulo de Carvalho, portugiesischer Sänger
- 1947: Wolfgang Gunkel, deutscher Politiker, MdB
- 1947: Dirk Jasper, deutscher Publizist, Sachbuchautor und Multimedia-Produzent
- 1948: Yaakov Amidror, israelischer Generalmajor

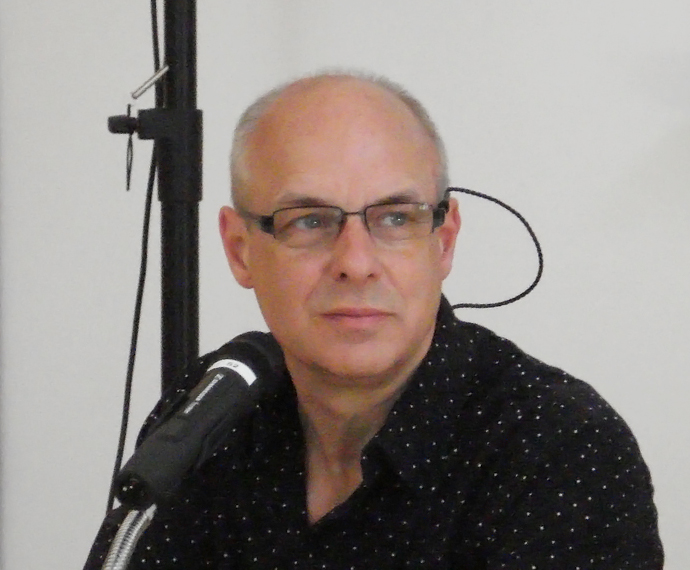
Brian Eno (* 1948)

- 1948: Brian Eno, britischer Musiker
- 1948: Peter Hussing, deutscher Schwergewichtsboxer
- 1948: Irmingard Schewe-Gerigk, deutsche Politikerin, MdB
- 1948: Teflon Fonfara, deutscher Künstler und Musiker
- 1949: Douglas Raymond Acomb, kanadischer Eishockeyspieler
- 1949: Hajo Banzhaf, deutscher Autor, Astrologe und Tarotexperte
- 1949: Rüdiger Lainer, österreichischer Architekt und Städteplaner
- 1950: Ernst Paul Dörfler, deutscher Autor und Umweltschützer der DDR
- 1950: Loucif Hamani, algerischer Boxer
- 1950: Bernd Schröder, deutscher Politiker

#### 1951–1975
- 1951: Trixi Schuba, österreichische Eiskunstläuferin

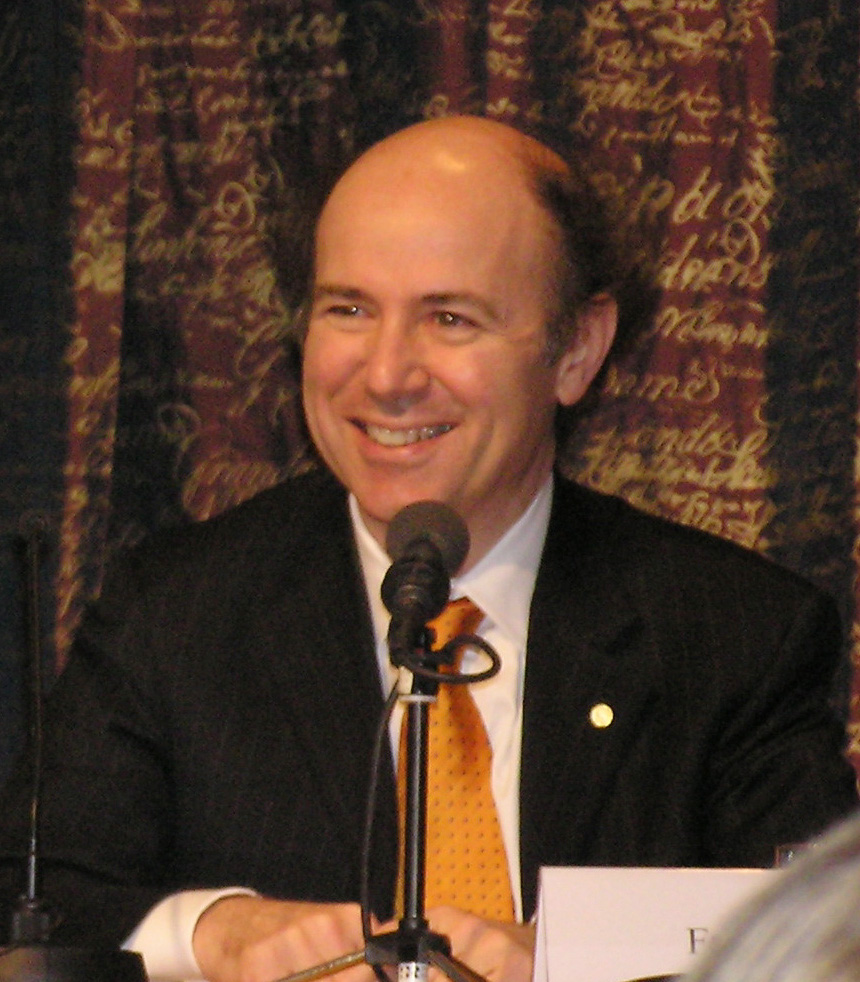
Frank Wilczek (* 1951)

- 1951: Frank Wilczek, US-amerikanischer Physiker, Nobelpreisträger
- 1952: Herbert Marxer, liechtensteinischer Skirennläufer
- 1952: Chazz Palminteri, US-amerikanischer Schauspieler und Schriftsteller
- 1952: Peter Strieder, deutscher Politiker
- 1953: Jacques Cornu, Schweizer Motorrad-Straßenrennfahrer
- 1953: Cleavant Derricks, US-amerikanischer Schauspieler
- 1953: Athene Donald, britische Physikerin
- 1953: Mike Oldfield, britischer Musiker
- 1953: Franco Selvaggi, italienischer Fußballspieler
- 1954: Diana Liverman, britisch-US-amerikanische Ökologin
- 1954: Janusz Stokłosa, polnischer Pianist und Komponist
- 1954: Siegfried Tittmann, deutscher Politiker, MdL
- 1955: Alexander Pusch, deutscher Degenfechter

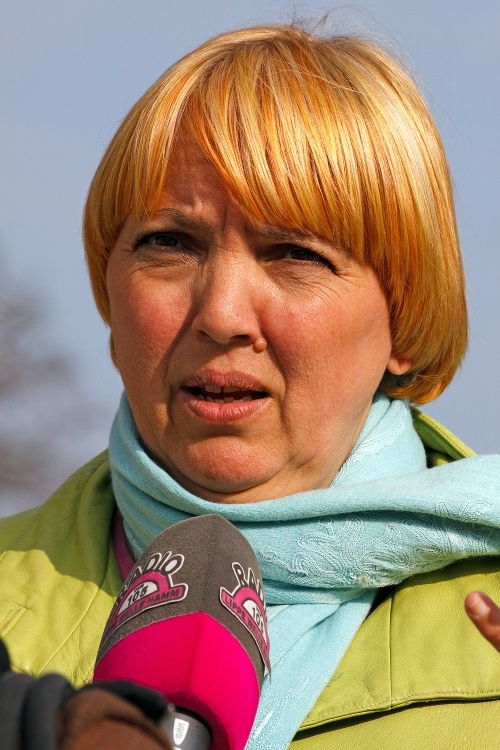
Claudia Roth (* 1955)

- 1955: Claudia Roth, deutsche Politikerin, MdEP, MdB, Bundesvorsitzende von Bündnis 90/Die Grünen
- 1956: Adílio de Oliveira Gonçalves, brasilianischer Fußballspieler
- 1956: Gabriele Quasebarth, deutsche Künstlerin
- 1957: Jürgen Kucharczyk, deutscher Politiker, MdB
- 1958: Carl Andersen, österreichischer Filmkritiker und Regisseur
- 1958: Regina van Dinther, deutsche Politikerin, MdL, Präsidentin des Landtages von Nordrhein-Westfalen
- 1959: Andrew Eldritch, britischer Sänger und Produzent
- 1959: Ronald Pofalla, deutscher Politiker
- 1959: Thomas Springel, deutscher Handballspieler
- 1959: Maurizio Angeloni, italienischer Regisseur
- 1960: Rob S. Bowman, US-amerikanischer Regisseur und Filmproduzent
- 1961: Katrin Cartlidge, britische Schauspielerin
- 1961: Olga Kriwoschejewa, russische Volleyballspielerin
- 1961: Melle Mel, US-amerikanischer Hip-Hop-Musiker
- 1961: Salomon Eheth, kamerunischer Diplomat
- 1962: Gro Dahle, norwegische Schriftstellerin
- 1962: Helmut Dieser, deutscher römisch-katholischer Geistlicher, Weihbischof von Trier, Bischof von Aachen
- 1962: Rod Lurie, US-amerikanischer Regisseur
- 1963: Brenda Bakke, US-amerikanische Schauspielerin
- 1963: Karin Giegerich, deutsche Schauspielerin
- 1963: Jamie Harris, britischer Schauspieler

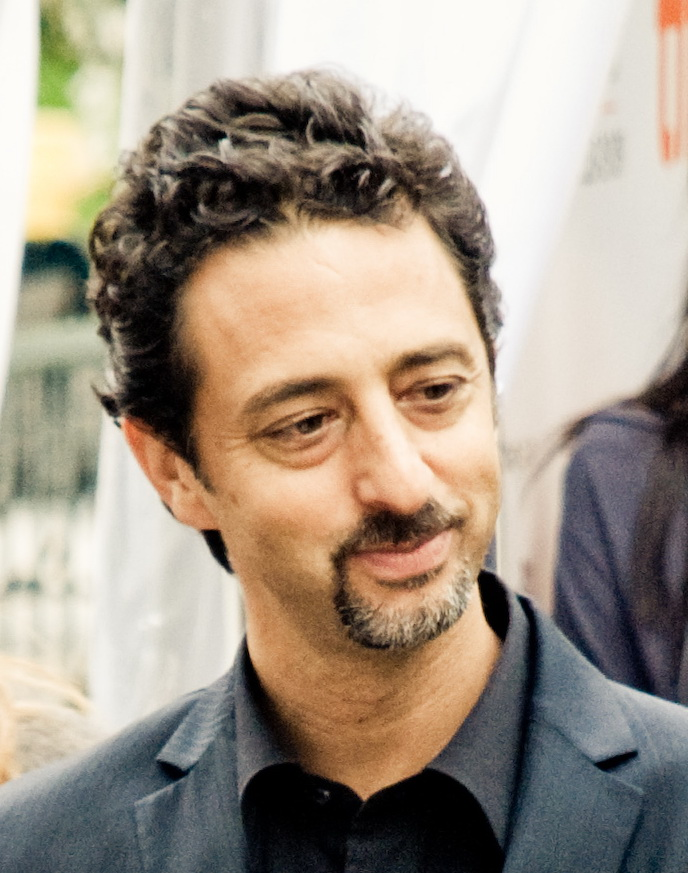
Grant Heslov (* 1963)

- 1963: Grant Heslov, Schauspieler, Regisseur, Drehbuchautor
- 1963: Stefan von Holtzbrinck, deutscher Verleger
- 1963: Markus Pieper, deutscher Politiker, MdEP
- 1963: Simone Tolle, deutsche Politikerin
- 1964: Arno Brandlhuber, deutscher Architekt, Stadtplaner und Universitätsprofessor
- 1964: Christoph Dohr, deutscher Musikwissenschaftler und -verleger
- 1964: Michael Lentz, deutscher Schriftsteller, Lautpoet und Musiker
- 1964: Fidèle Mohinga, zentralafrikanischer Boxer
- 1964: Philipp Murmann, deutscher Unternehmer und Politiker
- 1964: Frank Nägele, deutscher Politiker
- 1964: Lars Løkke Rasmussen, dänischer Politiker
- 1964: Günter Schumacher, deutscher Radrennfahrer
- 1965: George Fouché, südafrikanischer Automobilrennfahrer
- 1965: Joachim Gehrmann, deutscher Fußballspieler
- 1965: Carlos Castaño Gil, kolumbianischer Paramilitär
- 1965: Irina Wladimirowna Kirillowa, russische Volleyballspielerin
- 1965: Sabine Küchler, deutsche Schriftstellerin
- 1965: Axel Miesner, deutscher Politiker, MdL
- 1965: Tetsuya Okabe, japanischer Skifahrer
- 1965: Johann Pock, österreichischer Theologe
- 1965: Raí, brasilianischer Fußballspieler

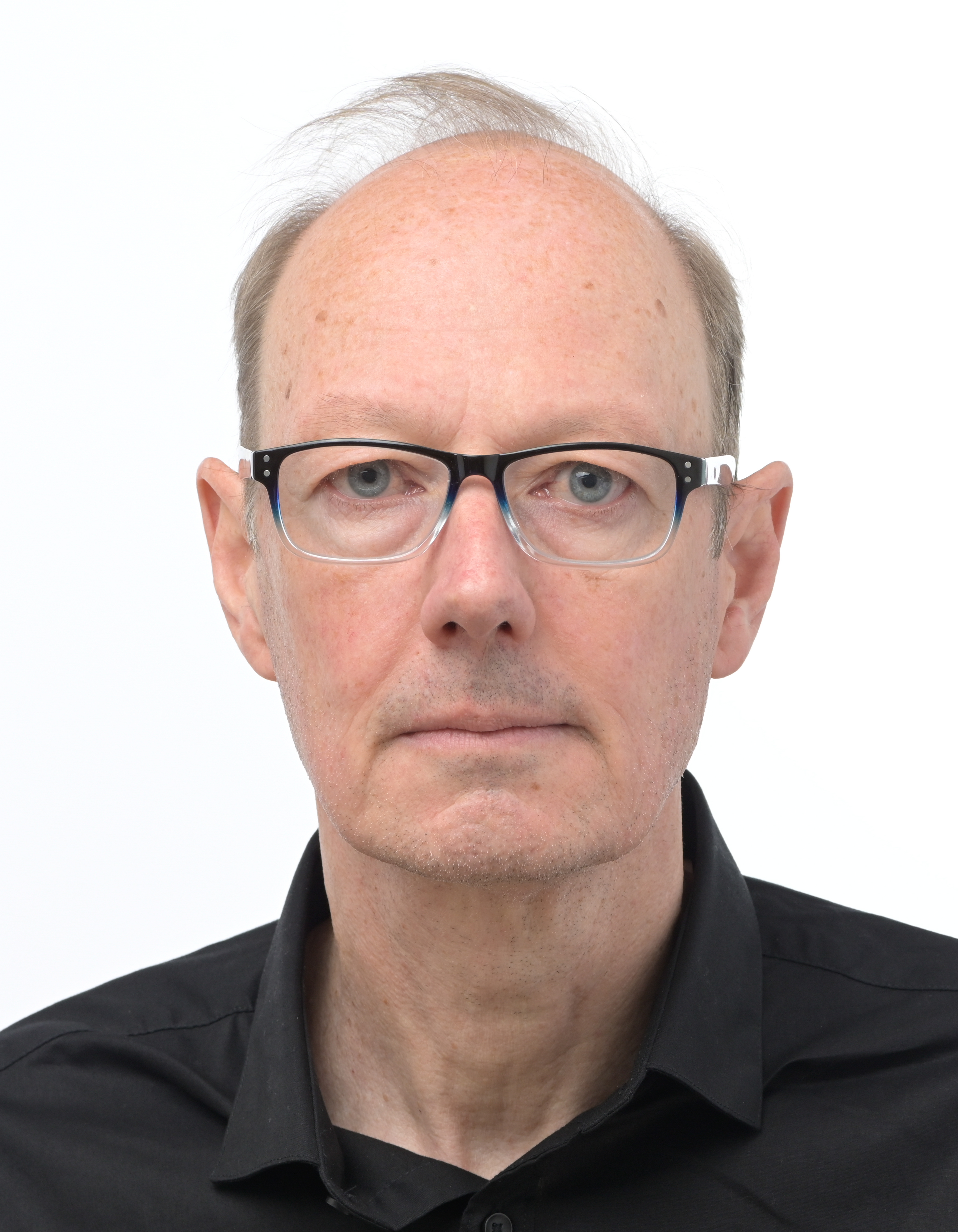
Martin Sonneborn (* 1965)

- 1965: Martin Sonneborn, deutscher Satiriker, Journalist und Politiker, MdEP
- 1966: Husam Chadat, deutsch-syrischer Schauspieler und Regisseur
- 1966: Greg Wise, britischer Schauspieler
- 1967: Simen Agdestein, norwegischer Schachgroßmeister
- 1967: Anja Bagus, deutsche Science-Fiction Schriftstellerin
- 1967: Andreas Czerney, deutscher Oratoriensänger (Bassbariton)
- 1967: Madhuri Dixit, indische Filmschauspielerin
- 1967: Andrea Jürgens, deutsche Schlagersängerin
- 1967: József Salim, ungarischer Taekwondoin
- 1967: John Smoltz, US-amerikanischer Baseballspieler
- 1968: Aubin-Thierry Goporo, zentralafrikanischer Basketballspieler
- 1968: Kotonowaka Terumasa, japanischer Sumo-Ringer
- 1969: Michael Gudo, deutscher Biologe und Philosoph
- 1969: Jesper Nielsen, dänischer Unternehmer
- 1969: Emmitt Smith, US-amerikanischer American-Football-Spieler

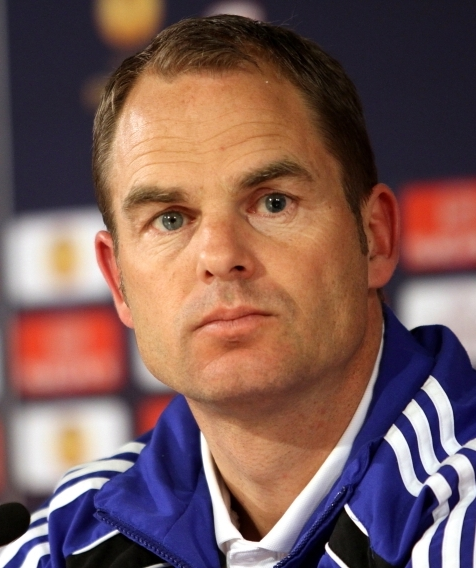
Frank de Boer (* 1970)

- 1970: Frank de Boer, niederländischer Fußballspieler
- 1970: Ronald de Boer, niederländischer Fußballspieler
- 1970: Judith Hermann, deutsche Schriftstellerin
- 1971: Zoubaier Baya, tunesischer Fußballspieler
- 1972: David Charvet, französischer Schauspieler
- 1972: Isidre Esteve Pujol, spanischer Endurorennfahrer
- 1972: Hiroyuki Takei, japanischer Mangaka
- 1972: Ulrike C. Tscharre, deutsche Schauspielerin und Hörspielsprecherin
- 1973: Ivan Lunardi, italienischer Skispringer
- 1973: Wolfgang Rottmann, österreichischer Biathlet
- 1973: Wang Xiaozhu, chinesische Bogenschützin
- 1974: Nicola Trub, deutsche Schauspielerin
- 1975: Brigitte Zeh, deutsche Schauspielerin
- 1975: Ian Gordon, kanadischer Eishockeyspieler
- 1975: Peter Iwers, schwedischer Bassist
- 1975: Ray Lewis, US-amerikanischer American-Football-Spieler
- 1975: Michael Reufsteck, deutscher Journalist und Hörfunkmoderator

#### 1976–2000
- 1976: Jacek Krzynówek, polnischer Fußballspieler
- 1977: Andrew Haryanto, indonesischer Unternehmer und Automobilrennfahrer
- 1977: Fazlur Rahman Abdul Aziz, sri-lankischer Fußballspieler
- 1977: Juan Velasco Damas, spanischer Fußballspieler
- 1977: Bernd Richard Deutsch, österreichischer Komponist
- 1978: David Krumholtz, US-amerikanischer Filmschauspieler
- 1978: Egoi Martínez, spanischer Radrennfahrer

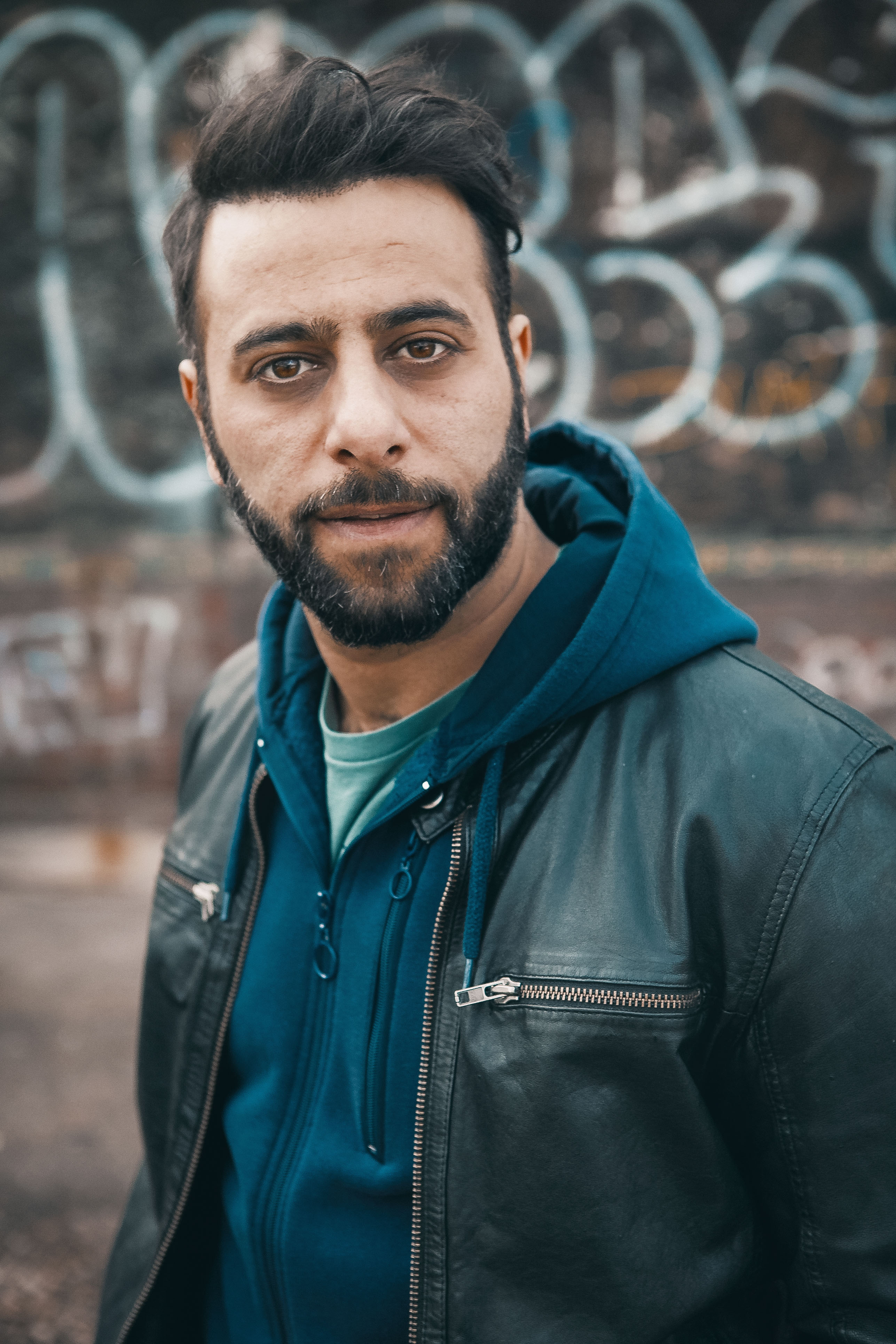
Yunus Cumartpay (* 1979)

- 1979: Yunus Cumartpay, deutscher Schauspieler
- 1979: Renato Dirnei Florencino, brasilianischer Fußballspieler
- 1979: Adolfo Bautista Herrera, mexikanischer Fußballspieler
- 1979: Ulrike Almut Sandig, deutsche Schriftstellerin
- 1979: Luke J. Wilkins, Schweizer Schauspieler
- 1980: O.S.T.R., polnischer Rapper
- 1981: Myriam Abel, französische Sängerin
- 1981: Ben, deutscher Sänger und Moderator
- 1981: Patrice Evra, französischer Fußballspieler
- 1981: Christian Mikolajczak, deutscher Fußballspieler

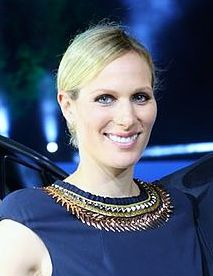
Zara Phillips (* 1981)

- 1981: Zara Phillips, britische Vielseitigkeitsreiterin, Tochter von Prinzessin Anne
- 1982: Segundo Castillo, ecuadorianischer Fußballspieler
- 1982: Veronica Campbell-Brown, jamaikanische Sprinterin, Olympiasiegerin
- 1982: Maxim, deutscher Musiker
- 1982: Matthias Struck, deutscher Handballspieler
- 1982: Jessica Sutta, amerikanische Sängerin und Tänzerin
- 1982: Alja Velkaverh, slowenische Flötistin
- 1983: Josh Simpson, kanadischer Fußballspieler
- 1984: Mr. Probz, niederländischer Rapper
- 1985: Andreas Buchner, deutscher Fußballspieler
- 1985: Christian Hefenbrock, deutscher Bahnsportler
- 1985: Carl Medjani, französisch-algerischer Fußballspieler
- 1985: Cristiane, brasilianische Fußballspielerin
- 1986: Maibritt Kviesgaard, dänische Handballspielerin
- 1986: Bernadett Temes, ungarische Handballspielerin
- 1986: Josephine Waschul, deutsche Handballspielerin
- 1987: Leonardo Mayer, argentinischer Tennisspieler

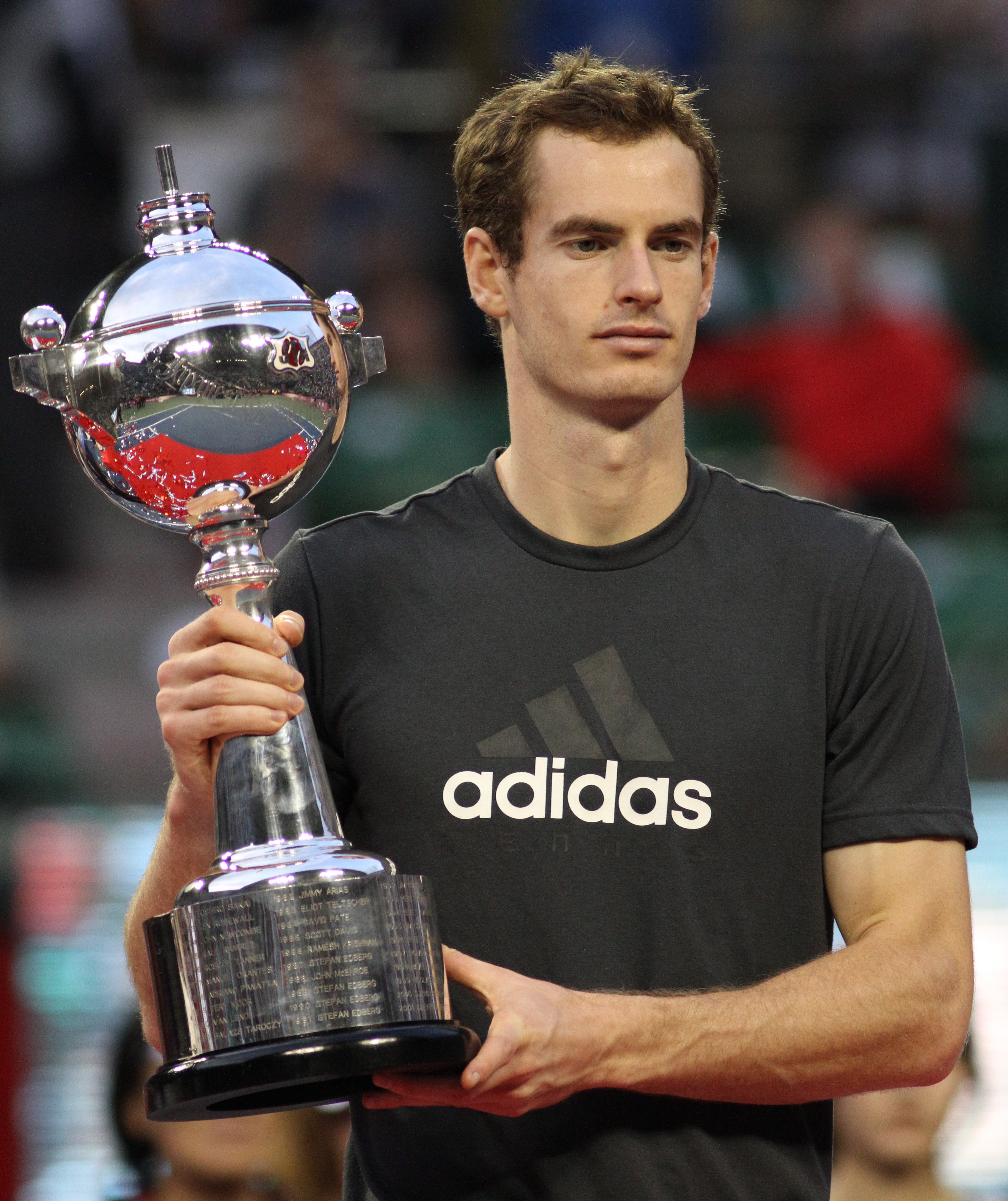
Andy Murray (* 1987)

- 1987: Andy Murray, britischer Tennisspieler
- 1987: Linda Sembrant, schwedische Fußballspielerin
- 1988: Camilla Dalby, dänische Handballspielerin
- 1988: Jacob Zurl, österreichischer Langstreckenradfahrer
- 1989: Maximilian Befort, deutscher Schauspieler
- 1989: Viorel Fotache, rumänischer Handballspieler
- 1989: Kenneth Gangnes, norwegischer Skispringer
- 1989: James Holland, australischer Fußballspieler
- 1989: Stephan Palla, österreichischer Fußballspieler
- 1989: Synnøve Solemdal, norwegische Biathletin
- 1989: Sunny, südkoreanische Sängerin
- 1990: Ryō Aono, japanischer Snowboarder

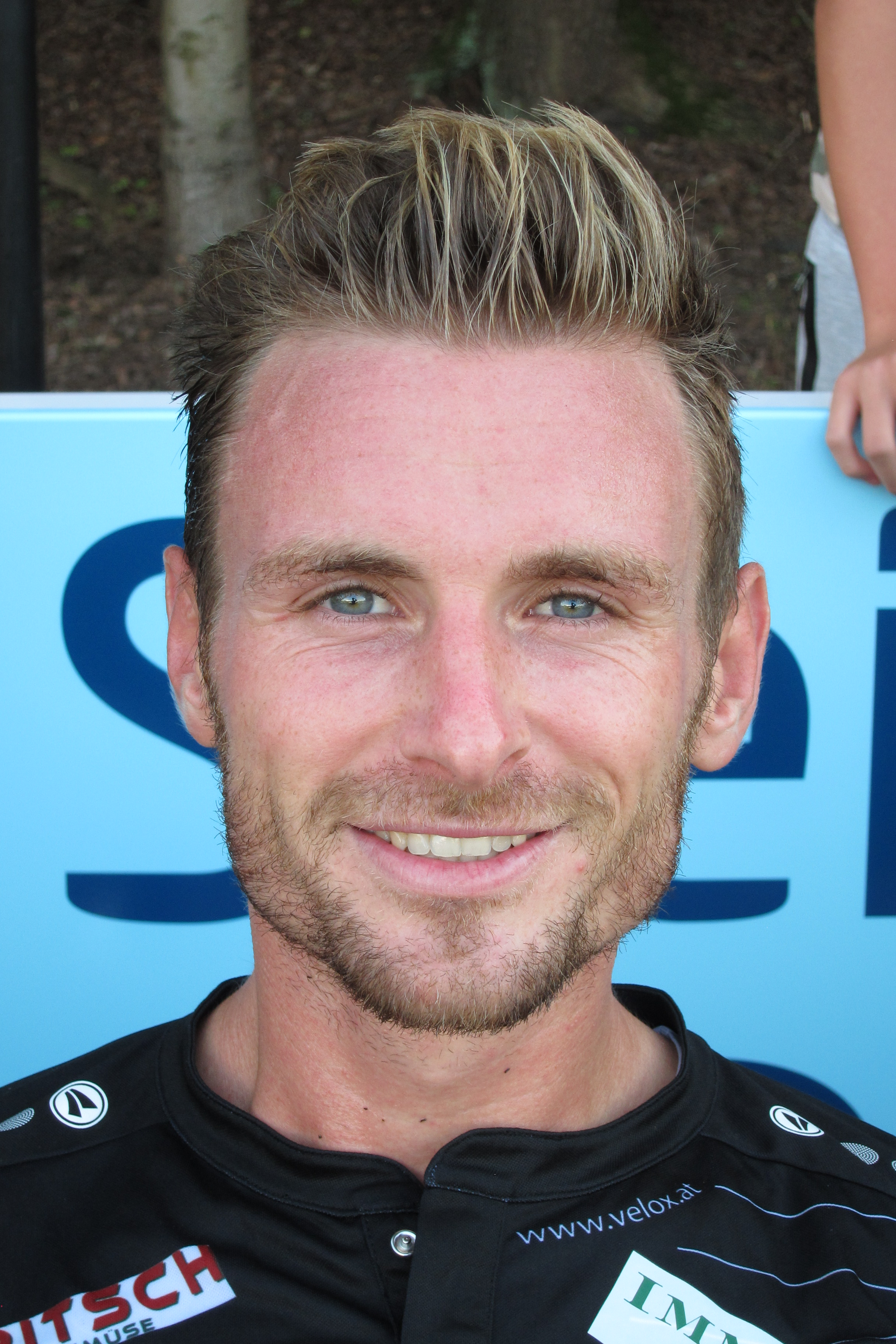
Michael Sollbauer (* 1990)

- 1990: Michael Sollbauer, österreichischer Fußballspieler
- 1991: Jennifer Hof, deutsches Mannequin und Fotomodell
- 1992: Gian Marco Ferrari, italienischer Fußballspieler
- 1993: Mohamed Gouaida, französisch-tunesischer Fußballspieler
- 1994: Renata Rinatowna Chusina, russische Skeletonpilotin
- 1994: Henrietta Csiszár, ungarische Fußballspielerin
- 1994: Jonas Hunziker, Schweizer Freestyle-Skier
- 1995: Joachim Sutton, dänischer Ruderer
- 1996: Shannon-Ogbani Abeda, eritreisch-kanadischer Skirennläufer
- 1996: Birdy, britische Popsängerin
- 1996: Patrick Kujala, finnischer Automobilrennfahrer
- 1997: Lorena Brandl, deutsche Taekwondoin
- 1997: Ousmane Dembélé, französischer Fußballspieler
- 1998: Teddy Okou, französischer Fußballspieler
- 1998: Lucrezia Stefanini, italienische Tennisspielerin
- 1999: Júnior Brumado, brasilianischer Fußballspieler

### 21. Jahrhundert
- 2002: Thomas Houtepen, niederländischer Handballspieler
- 2002: Jasurbek Jaloliddinov, usbekischer Fußballspieler
- 2003: Luca Netz, deutscher Fußballspieler
- 2006: David Muñoz, spanischer Motorradrennfahrer

## Gestorben

### Vor dem 17. Jahrhundert
- 0392: Valentinian II., römischer Kaiser
- 0884: Marinus I., Papst
- 0913: Hatto I., Erzbischof von Mainz
- 0986: Ida, Herzogin von Schwaben
- 1036: Go-Ichijō, 68. Kaiser von Japan
- 1122: Yejong, 16. König des koreanischen Goryeo-Reiches
- 1130: Isidor von Madrid, Heiliger der römisch-katholischen Kirche
- 1141: Aubrey II. de Vere, englischer Adeliger
- 1157: Juri Dolgoruki, Fürst von Rostow
- 1174: Nur ad-Din, Angehöriger der Dynastie der Zengiden
- 1175: Mleh, Fürst von Kleinarmenien
- 1180: Hugo von Hasenburg, Bischof von Basel
- 1336: Arpa Ke'un, Herrscher der Ilchane
- 1346: Heinrich I., Herr von Fürstenberg und Jauer, Herzog von Schweidnitz und Herzog von Jauer
- 1381: Eppelein von Gailingen, fränkischer Raubritter
- 1388: Wenzel I., Herzog von Sachsen-Wittenberg und Kurfürst des Heiligen Römischen Reiches
- 1422: Gerhard II. von Goch, Bischof von Naumburg
- 1446: Siegfried II. Bock, deutscher römisch-katholischer Theologe, Kanzler von Dänemark, Norwegen und Schweden und Bischof von Cammin
- 1470: Karl VIII., König von Schweden
- 1506: Johannes Burckard, Zeremonienmeister an der römischen Kurie
- 1538: Philipp III. von Hanau-Lichtenberg, Graf von Hanau-Lichtenberg
- 1564: Matthäus Judex, deutscher lutherischer Theologe
- 1586: Johann Jakob Kuen von Belasy, Erzbischof von Salzburg
- 1591: Dmitri Iwanowitsch, letzter rurikidischer russischer Zarewitsch
- 1594: Charlotte de La Marck, regierende Fürstin von Sedan und Herzogin von Bouillon

### 17. und 18. Jahrhundert
- 1609: Giovanni Croce, italienischer Komponist, Kapellmeister und Priester der venezianischen Renaissance
- 1621: Hendrick de Keyser, niederländischer Architekt und Bildhauer
- 1634: Hendrick Avercamp, niederländischer Maler
- 1634: Johann Heinrich Luz von Rizmannsdorf, Benediktiner und Abt der Abtei Niederaltaich
- 1638: Wolfgang von Mansfeld, Feldmarschall im Dreißigjährigen Krieg
- 1639: Enoch Heiland, deutscher Rechtswissenschaftler
- 1669: Margareta Brahe, schwedische Gräfin und Prinzessin von Hessen-Homburg
- 1682: Artamon Sergejewitsch Matwejew, russische Politiker

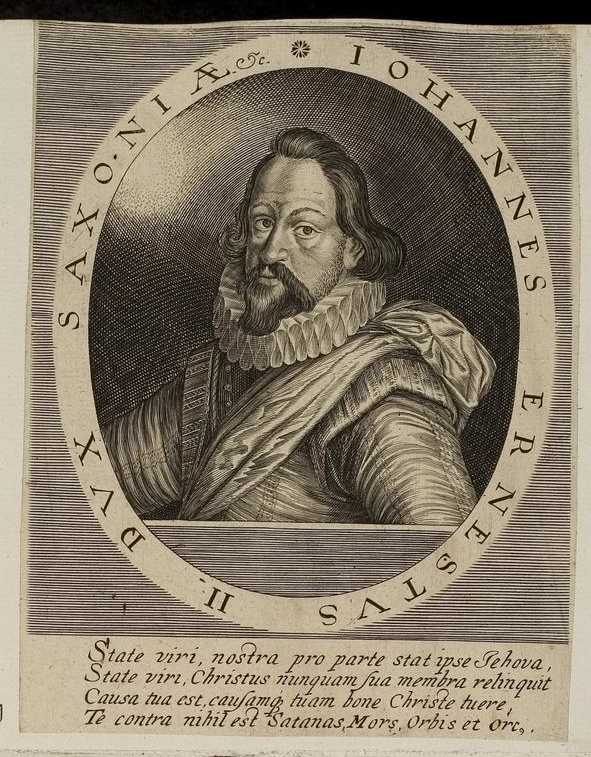
Johann Ernst II. († 1683)

- 1683: Johann Ernst II., Herzog von Sachsen-Weimar
- 1690: Eberhard Werner Happel, deutscher Romanautor
- 1694: Jacob Beutel, Kreuzkantor in Dresden
- 1698: Marie Desmares, genannt Mademoiselle de Champmeslé, französische Schauspielerin und Tragödienspielerin
- 1713: George Meister, kursächsischer Hofgärtner und Botaniker, Asienreisender
- 1714: Jörg Hofmann, mainländischer Zimmermann und Bildschnitzer
- 1717: Georg Christian Lehms, deutscher Dichter
- 1717: Gottfried Richter, deutscher Orgelbauer
- 1718: Stephan Anton Mdzewski, polnischer Geistlicher, Titularbischof von Calama sowie Weihbischof in Luzk und Gnesen
- 1728: Anna Petrowna, Tochter von Zar Peter dem Großen
- 1734: Sebastiano Ricci, venezianischer Maler
- 1741: Jakob Christoph Le Blon, deutscher Maler, Kupferstecher und Erfinder
- 1743: Antoine-Tristan Danty d’Isnard, französischer Botaniker
- 1746: Andreas Adam, deutscher Architekt
- 1746: John James, englischer Architekt
- 1762: Michał Kazimierz Radziwiłł, Großhetman von Litauen
- 1767: Franz Gottlieb Spöckner, Salzburger Tänzer und höfischer Tanzmeister
- 1782: Philipp Friedrich von Rieger, württembergischer General
- 1782: Richard Wilson, britischer Maler
- 1783: Joseph Fratrel, französischer Maler, Radierer und Kupferstecher
- 1784: Arsenije Plamenac, montenegrinisch-orthodoxer Metropolit
- 1785: Karel Blažej Kopřiva, tschechischer Komponist
- 1786: Christian Gottlieb Gottschald, erzgebirgischer Hammerherr
- 1789: Michael Angstenberger, österreichischer Kirchenliedkomponist
- 1798: Thomas Jenkins, britischer Maler, Kunstsammler, Antikenhändler und Bankier

### 19. Jahrhundert
- 1802: Lebrecht Bachenschwanz, sächsischer General, Schriftsteller und Übersetzer
- 1823: Antonín František Bečvařovský, tschechischer Komponist
- 1825: Johann Gottfried Kneschke, deutscher Pädagoge
- 1825: Ernst Julius Walch, deutscher evangelischer Geistlicher und Pädagoge
- 1826: Johann Andreas Naumann, deutscher Ornithologe
- 1828: William Congreve, britischer Artillerist, Ingenieur und Raketentechniker
- 1830: Dominique Joseph Vandamme, französischer General
- 1831: Wilhelm Johann Ludwig von Bachmann, preußischer Jurist
- 1832: Louise-Élisabeth de Croÿ de Tourzel, Ehrendame von Marie-Antoinette und Gouvernante der königlichen Kinder
- 1832: Carl Friedrich Zelter, deutscher Musiker
- 1833: Edmund Kean, britischer Schauspieler
- 1835:  Pauline Auzou, französische Malerin
- 1845: Manuel Aguilar Chacón, Präsident von Costa Rica
- 1845: Christian Krafft, deutscher Theologe, Vertreter der Föderaltheologie
- 1847: Daniel O’Connell, irischer Freiheitskämpfer
- 1850: Johann Jakob Wolfensberger, Schweizer Maler
- 1851: Johann Traugott Leberecht Danz, deutscher lutherischer Kirchenhistoriker und Theologe
- 1852: Louisa Adams, First Lady der USA
- 1852: Karl Agricola, Miniaturmaler und Kupferstecher
- 1862: Kurt Alexander Winkler, deutscher Chemiker und Metallurg
- 1865: Ignaz Beidtel, österreichischer Jurist
- 1868: Franz Michael d’Aubert, deutscher Politiker
- 1870: Harro Harring, Revolutionär, Dichter und Maler
- 1873: Alexandru Ioan Cuza, Gründer und erster Fürst von Rumänien
- 1879: George Fife Angas, englischer Geschäftsmann, Parlamentarier und Philanthrop

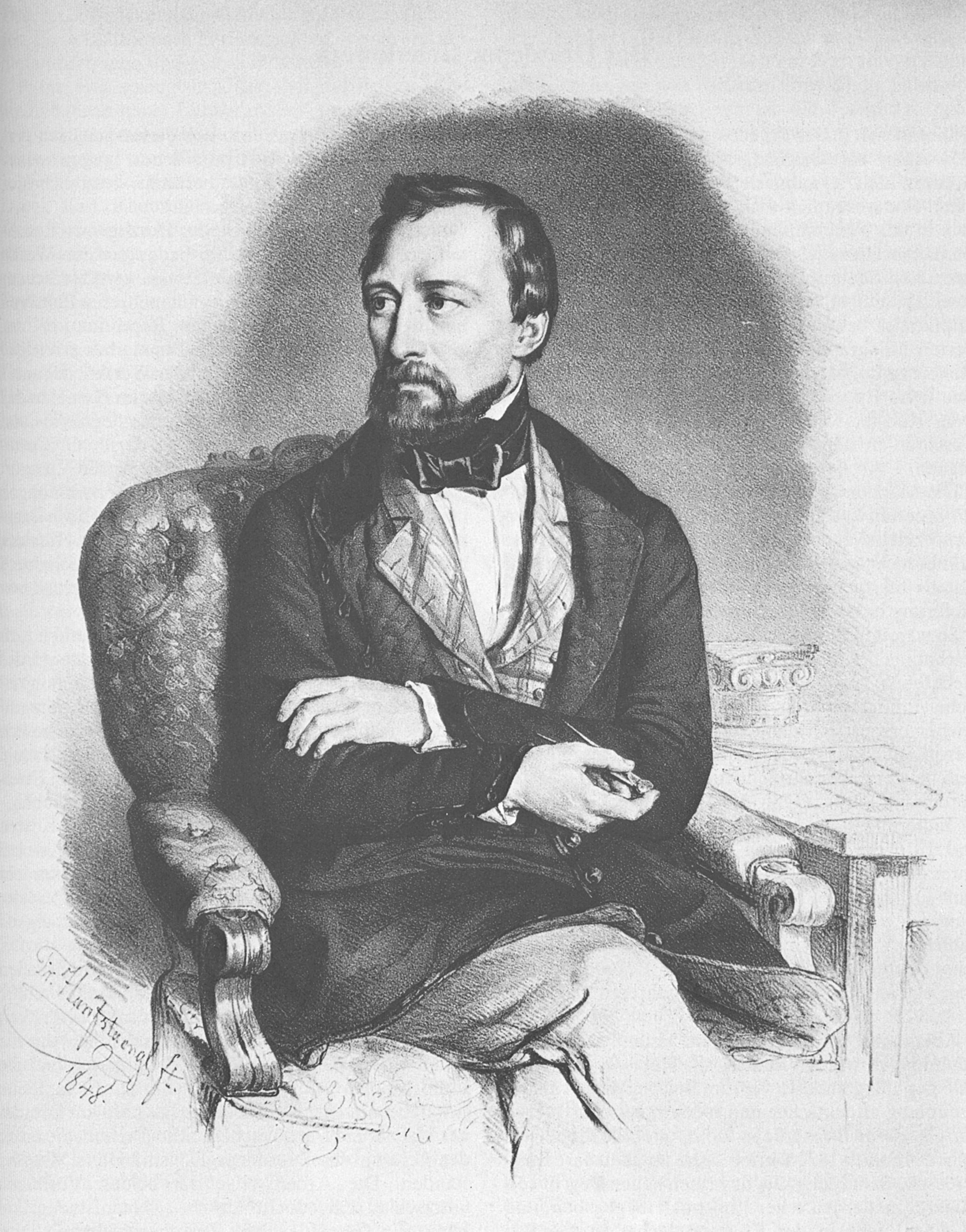
Gottfried Semper († 1879)

- 1879: Gottfried Semper, deutscher Architekt (Semper-Oper)

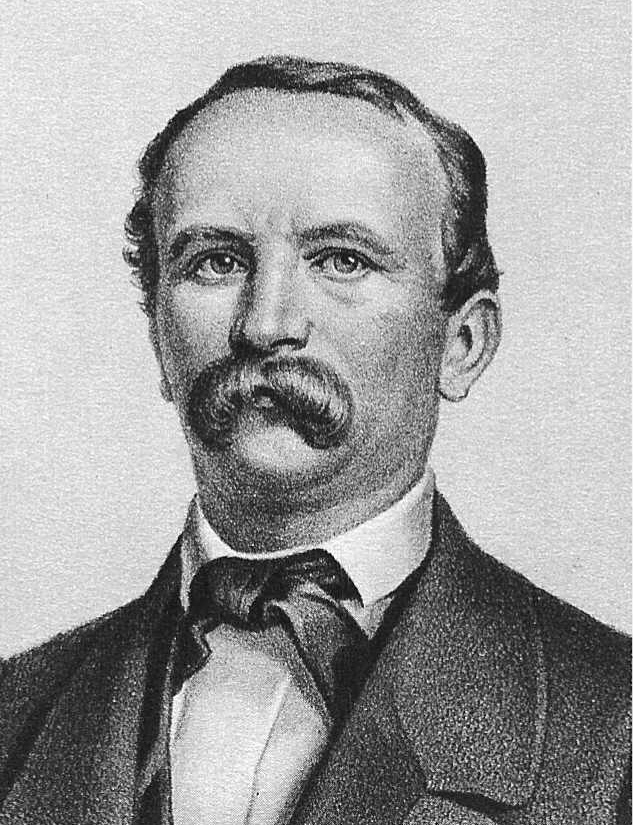
Jakob Stämpfli († 1879)

- 1879: Jakob Stämpfli, Schweizer Politiker
- 1881: Franz von Dingelstedt, deutscher Dichter, Journalist und Theaterintendant
- 1884: Georg Friedrich Kolb, deutscher Verleger, Publizist und Politiker, Mitglied der Frankfurter Nationalversammlung
- 1886: Emily Dickinson, US-amerikanische Dichterin
- 1888: Hervé Mangon, französischer Politiker und Ingenieur
- 1891: Pauline Elisabeth von Baden, Tochter von Markgraf Wilhelm von Baden
- 1896: Friedrich Dittes, deutscher Pädagoge
- 1897: John Naylor, englischer Organist und Komponist

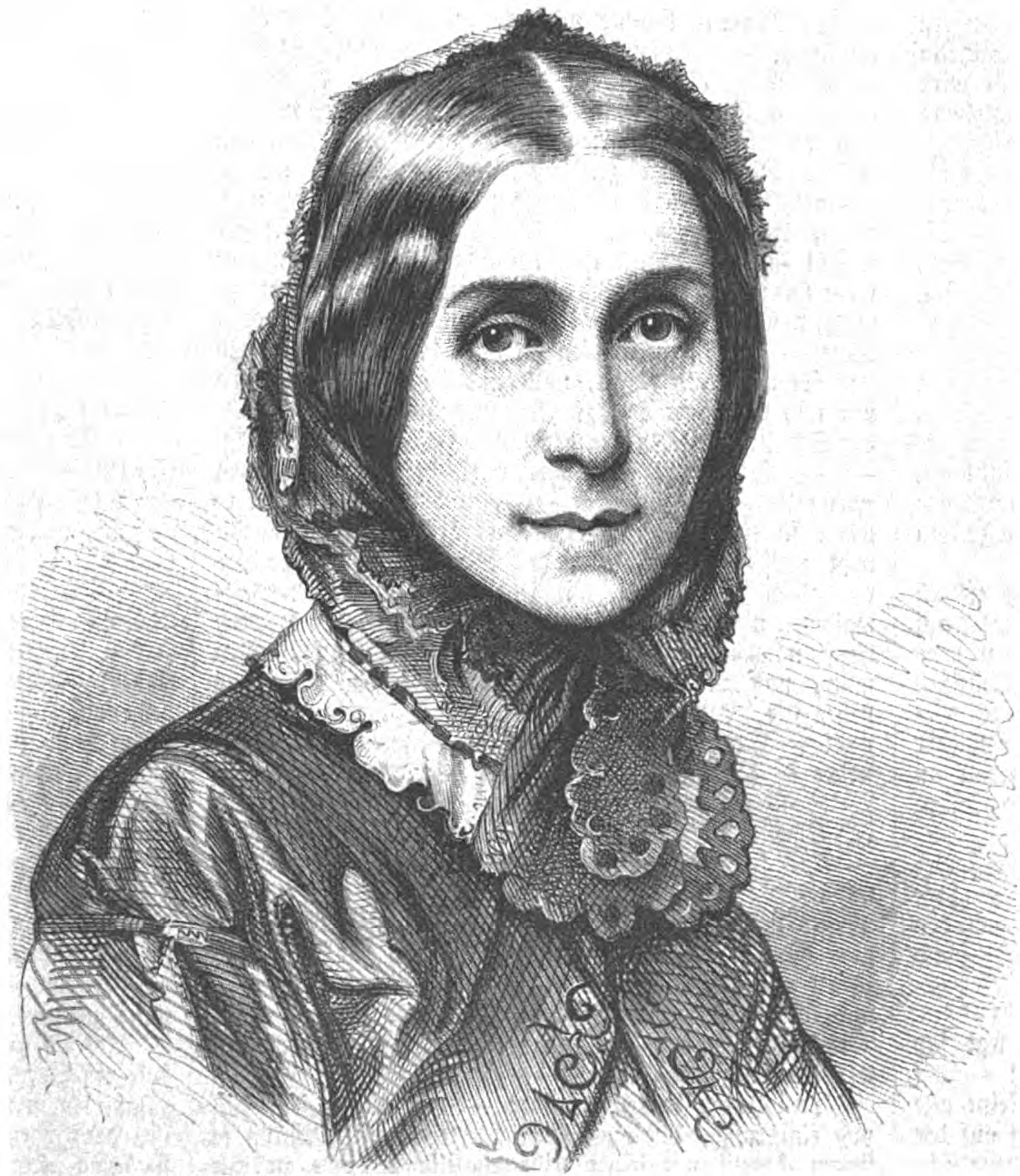
Elise Polko († 1899)

- 1899: Elise Polko, deutsche Dichterin und Sängerin

### 20. Jahrhundert

#### 1901–1950
- 1903: Eugen Lucius, deutscher Chemiker, Industrieller und Mäzen
- 1904: Chajim Slonimski, polnischer hebräischer wissenschaftlicher Schriftsteller und Journalist
- 1905: John Baptiste Calkin, britischer Organist, Komponist und Musikpädagoge
- 1909: Ernest Besnier, französischer Dermatologe
- 1910: Charles-Émile Tissot, Schweizer Uhrenfabrikant
- 1913: Adolf Wahrmund, deutscher Orientalist und Schriftsteller
- 1914: Johann Traugott Sterzel, deutscher Paläontologe
- 1916: Jesse Washington, afro-amerikanisches Opfer von Lynchjustiz in den USA
- 1920: Giulio Kardinal Boschi, italienischer Geistlicher, Erzbischof von Ferrara
- 1922: Josef Gold, österreichischer Maler und Restaurator
- 1925: Nelson Appleton Miles, US-amerikanischer Offizier und Kommandeur der United States Army
- 1927: Mario Saetti, italienischer Motorrad- und Automobilrennfahrer
- 1931: Thomas Ashby, britischer Klassischer Archäologe
- 1932: Paul Baum, deutscher Maler, Zeichner und Grafiker

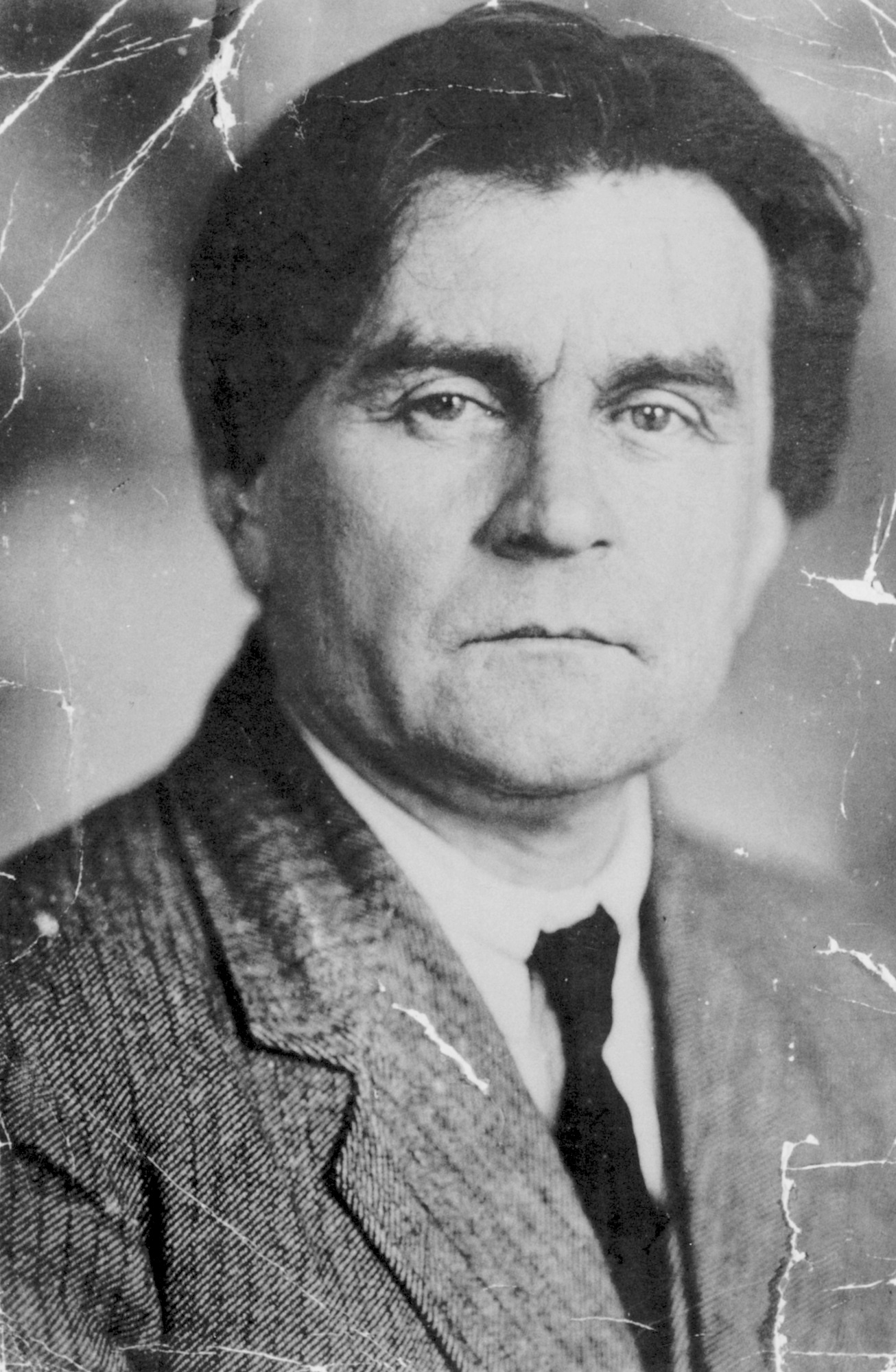
Kasimir Malewitsch († 1935)

- 1935: Kasimir Sewerinowitsch Malewitsch, ukrainisch-russischer Maler (Russische Avantgarde, Konstruktivismus, Suprematismus)
- 1937: Philip Snowden, 1. Viscount Snowden, britischer Politiker
- 1938: Gheorghe Marinescu, rumänischer Neurologe und Neuropathologe
- 1938: Eugenio Siena, italienischer Automobilrennfahrer
- 1940: Bruno Asch, deutscher Politiker
- 1941: Lawrence Adam, niederländischer Fußballspieler
- 1942: Carl Röver, deutscher Politiker, NSDAP-Reichsstatthalter in Bremen und Oldenburg, General der SA
- 1943: Ralph Erwin, Schlager- und Filmmusikkomponist
- 1945: Kenneth J. Alford, britischer Komponist
- 1945: Theodor Heinrich Bongartz, deutscher SS-Oberscharführer und Leiter des Krematoriums im Konzentrationslager Dachau
- 1945: Carl Küchler, deutscher Reiseschriftsteller
- 1945: Edoardo Teagno, italienischer Automobilrennfahrer
- 1945: Hermann Thorade, deutscher Meereskundler
- 1946: Karl Eberhard Schöngarth, deutscher Jurist, SS-Brigadeführer und Generalmajor der Polizei
- 1949: Mary Antin, US-amerikanische Autorin und Aktivistin

#### 1951–2000
- 1952: Albert Bassermann, deutscher Schauspieler
- 1952: Egbert Reimsfeld, deutscher Ruderer
- 1954: Norbert Jacques, luxemburgischer Schriftsteller
- 1955: Oskar Adler, österreichischer Musiker und Astrologe
- 1956: Jovan Bandur, kroatischer Komponist
- 1956: Paul Köttgen, deutscher Bodenkundler
- 1956: Julius Oetiker, Schweizer Jurist und Staatsbeamter

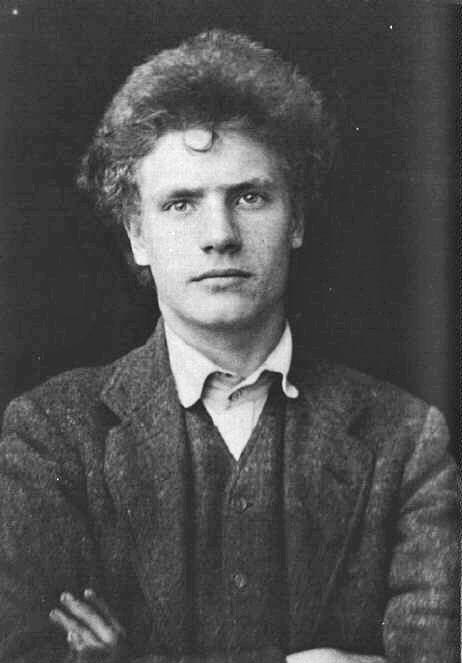
Austin Osman Spare († 1956)

- 1956: Austin Osman Spare, britischer Grafiker, Maler und Magier
- 1957: Keith Andrews, US-amerikanischer Automobilrennfahrer
- 1959: Max d’Ollone, französischer Komponist
- 1960: Heinrich Ancker, deutscher Marineoffizier
- 1961ː Martha Cunz, Schweizer Malerin
- 1961ː Róża Czacka, polnische römisch-katholische Ordensfrau, Selige
- 1963: Waldemar Koch, deutscher Politiker
- 1964: Vladko Maček, kroatischer Politiker, stellvertretender Premierminister und Ministerpräsident von Jugoslawien
- 1965: Paul Guignard, französischer Radsportler
- 1967: Edward Hopper, US-amerikanischer Maler
- 1968: Alban Haas, deutscher Theologe und Historiker
- 1971: Bernward Vesper, deutscher Verleger und Schriftsteller
- 1971: Ida Friederike Görres, deutsche Schriftstellerin
- 1973: Hans Barion, deutscher katholischer Kirchenrechtler
- 1974: Adolf Jobst, deutscher Restaurator und Maler

Fritz Baade († 1974)

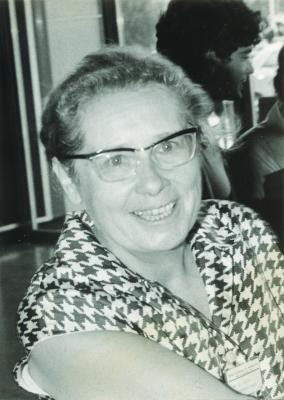
Hel Braun († 1986)

- 1974: Fritz Baade, deutscher Wirtschaftswissenschaftler und Politiker, MdR, MdB
- 1974: Lothar Irle, deutscher Schriftsteller und Heimatforscher
- 1976: David Munrow, englischer Musiker und Musikwissenschaftler
- 1976: Hans Terofal, deutscher Schauspieler
- 1978: Robert Menzies, australischer Premierminister
- 1979: Eduard Zak, österreichischer Schriftsteller, Übersetzer und Kritiker
- 1980: Jóhann Hafstein, isländischer Politiker
- 1981: Roger Crovetto, französischer Automobilrennfahrer
- 1982: Jenő Ádám, ungarischer Komponist, Musikpädagoge, Dirigent und Volksliedforscher
- 1982: Birch Monroe, US-amerikanischer Country-Musiker
- 1985: Henri Germond, Schweizer evangelischer Geistlicher und Hochschullehrer
- 1985: Renato Olmi, italienischer Fußballspieler
- 1986: Hel Braun, deutsche Mathematikerin
- 1988: Fritz Löffler, deutscher Kunsthistoriker und Literaturwissenschaftler
- 1988: Friedel Nowack, deutsche Schauspielerin
- 1989: Gerhard Salzer, deutscher Politiker, MdL
- 1991: Anna Beyer, deutsche Widerstandskämpferin

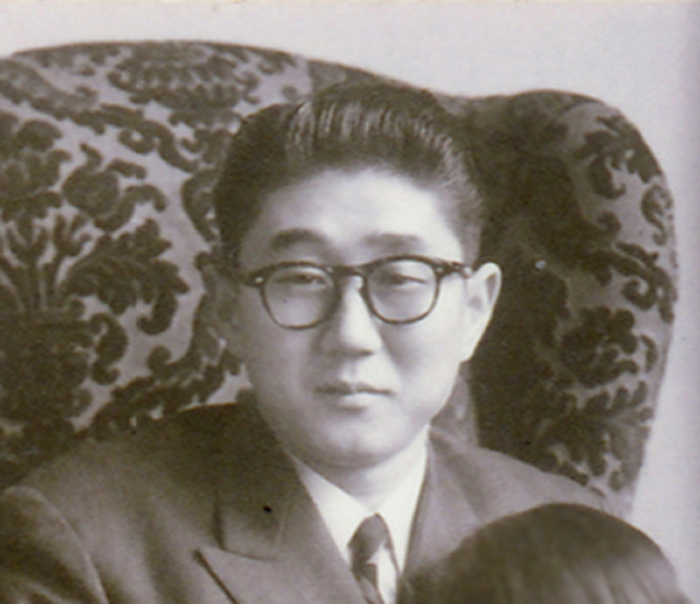
Abe Shintarō († 1991)

- 1991: Abe Shintarō, japanischer Politiker, Generalsekretär der LDP
- 1991: Hans Andre, österreichischer Bildhauer und Maler
- 1991: Susano Polanco, dominikanischer Tenor
- 1991: Fritz Riess, deutscher Automobilrennfahrer
- 1992: Jovy Marcelo, philippinischer Automobilrennfahrer
- 1994: Gilbert Roland, US-amerikanischer Schauspieler
- 1995: Eric Porter, britischer Schauspieler
- 1998: Richard Jaeger, deutscher Jurist und Politiker, MdB, MdEP, Bundesminister, Vizepräsident des Bundestages
- 1999: Ernst Mosch, deutscher Volksmusiker

### 21. Jahrhundert
- 2003: June Carter Cash, US-amerikanische Sängerin und Songschreiberin
- 2003: Dieter Hesselberger, deutscher Richter am Bundesgerichtshof
- 2003: Rik Van Steenbergen, belgischer Radrennfahrer
- 2004: Marius Constant, rumänisch-französischer Komponist und Dirigent
- 2005: Georg Grammer, deutscher Unternehmer
- 2005: Amadeus Webersinke, deutscher Pianist, Organist und Hochschullehrer
- 2006: Eberhard Esche, deutscher Schauspieler
- 2007: Tom Andersen, norwegischer Psychiater und Psychotherapeut

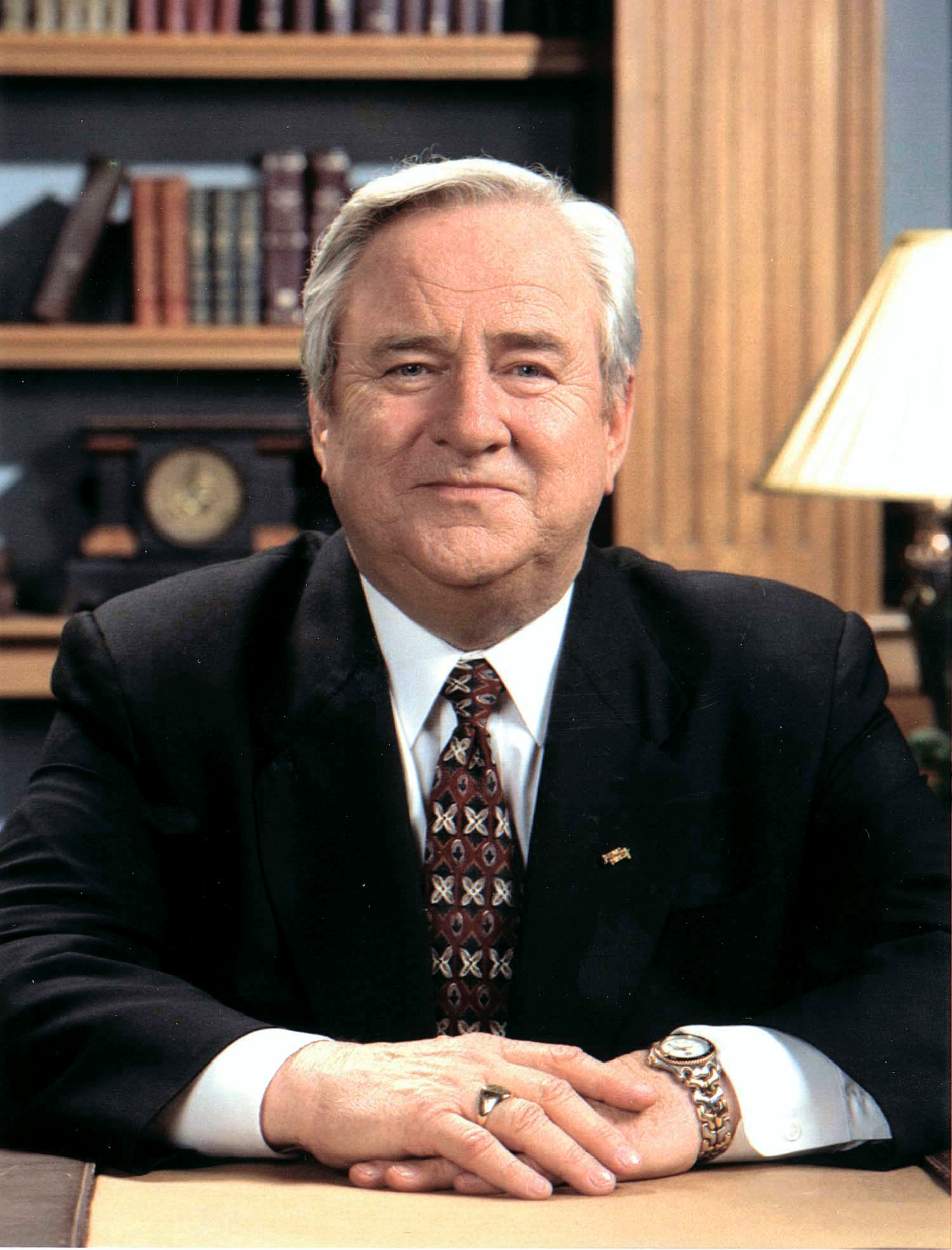
Jerry Falwell († 2007)

- 2007: Jerry Falwell, US-amerikanischer fundamentalistisch-baptistischer Pastor und Fernsehprediger
- 2007: Yolanda King, US-amerikanische Bürgerrechtlerin
- 2008: Henry Austin, indischer Politiker und Botschafter
- 2008: Tommy Burns, schottischer Fußballspieler
- 2008: Robert Dunlop, britischer Motorradrennfahrer
- 2008: Jürgen Kolbe, deutscher Germanist, Schriftsteller und Kommunalpolitiker
- 2009: Susanna Agnelli, italienische Politikerin und Autorin
- 2009: Hubert van Es, niederländischer Fotojournalist
- 2009: Paul Flora, österreichischer Zeichner und Karikaturist
- 2009: Wilfried Guth, deutscher Bankmanager
- 2009: Jakob Streit, Schweizer Schriftsteller
- 2009: Charles Tingwell, australischer Schauspieler
- 2010: Olivia Ausoni, schweizerische Skirennfahrerin
- 2010: Diether de la Motte, deutscher Musiker, Komponist, Musiktheoretiker und Hochschullehrer
- 2010: Besian Idrizaj, österreichischer Fußballspieler
- 2010: Susanne von Paczensky, deutsche Journalistin und Sachbuchautorin

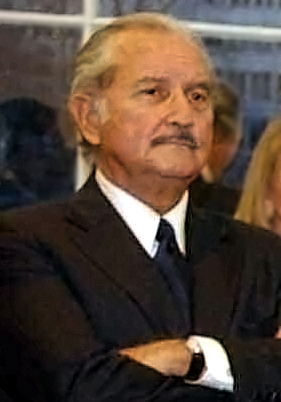
Carlos Fuentes († 2012)

- 2012: Carlos Fuentes, mexikanischer Schriftsteller
- 2012: Arno Lustiger, deutscher Historiker und Holocaust-Überlebender
- 2013: Alfred Aschauer, deutscher Bildhauer
- 2013: Thomas Messer, US-amerikanischer Museumsleiter
- 2014: Jean-Luc Dehaene, belgischer Politiker
- 2014: Robert Zwanzig, US-amerikanischer Physiker und Chemiker
- 2015: Michael Braunfels, deutscher Komponist und Pianist
- 2015: Willy Hagara, österreichischer Schlagersänger und Schauspieler
- 2015: Garo Yepremian, US-amerikanischer American-Football-Spieler
- 2016: Erika Berger, deutsche Fernsehmoderatorin
- 2016: Bernard van Beurden, niederländischer Komponist
- 2017: Karl-Otto Apel, deutscher Philosoph
- 2018: Jlloyd Samuel, Fußballspieler aus Trinidad und Tobago
- 2018: Ray Wilson, britischer Fußballspieler
- 2019: Wiglaf Droste, deutscher Autor und Sänger
- 2020: Herbert Blendinger, österreichischer Komponist und Bratschist deutscher Herkunft
- 2020: Fred Willard, US-amerikanischer Schauspieler
- 2022: Rainer Basedow, deutscher Schauspieler und Kabarettist
- 2022: Hossein Ghafourizadeh, iranischer Leichtathlet
- 2022: Yoshie Hamamatsu, japanische Leichtathletin
- 2022: Klara Höfels, deutsche Schauspielerin
- 2023: Madjiguène Cissé, senegalesische Frauenaktivistin
- 2023: Maria Mies, deutsche Soziologin
- 2025: Bruno Franceschetti, italienischer Turner

## Feier- und Gedenktage
- Hl. Pachomios, ägyptischer Abt (evangelisch, orthodox sowie für die Trappisten, Zisterzienser und Benediktiner)
- Hl. Rupert von Bingen, deutscher Adeliger und Schutzpatron (römisch-katholisch)
- Hl. Sophia von Rom, römische Märtyrerin, „Eisheilige“ (römisch-katholisch)
- Nakba-Gedenktag
- Namenstage
  - Rupert, Sophia

Weitere Einträge enthält die Liste von Gedenk- und Aktionstagen.